# Mer Noire
La mer Noire est située entre l’Europe, le Caucase et l’Anatolie. Principalement alimentée par le Danube, le Dniepr et le Don, elle est issue de la fermeture d’une mer océanique ancienne, l'océan ou mer Paratéthys. Elle est bordée au nord par la steppe pontique, en Crimée, à l’est et au sud par des chaînes issues de l’orogénèse himalayo-alpine : respectivement monts de Crimée, Caucase et chaîne pontique. Les pays riverains sont (dans le sens des aiguilles d'une montre) : la Russie au nord-est, la Géorgie à l’est, la Turquie au sud, la Bulgarie et la Roumanie à l’ouest et l'Ukraine au nord. Longue de 1 181 km d’ouest en est (de Burgas, en Bulgarie, à Kobouleti, en Géorgie) et large de 616 km du nord au sud (de Kobleve, en Ukraine, à Akçakoca, en Turquie) elle s’étend sur une superficie de 413 000 km2.
L'ancien nom de cette mer était Pont-Euxin (du grec ancien : Εὔξεινος Πόντος / Eúxeinos Póntos, « mer amicale » ). L'adjectif correspondant est « pontique ». Le terme océanographique d'« euxinisme » y fait référence, qui désigne une anoxie des eaux profondes, plus salées qu'en surface, car provenant de la Méditerranée par un courant de fond inverse de celui des eaux de surface, plus douces et alimentées par les fleuves se jetant dans la mer Noire.
Cette mer communique au sud-ouest par le détroit du Bosphore avec la mer de Marmara, cette dernière étant reliée à la mer Méditerranée par le détroit des Dardanelles. Sur ses côtes ouest et nord, elle communique avec de nombreux limans (lagunes navigables dont la salinité et la turbidité varient avec la saison, et qui servaient de frayères pour le poisson). Au nord-nord-est, la mer d'Azov, reliée par le détroit de Kertch, est considérée comme le plus grand des limans. Son climat spécifique doux et humide, aux épais brouillards aux saisons intermédiaires, subit des influences méditerranéennes au sud-ouest et en été (chaud, sec et ensoleillé), continentales au nord et en hiver (froid glacial, la mer peut geler, les chutes de neige sont fréquentes), et subtropicales au sud-est. Pendant les tempêtes, surtout hivernales, les vagues sont courtes, mais hautes, et peuvent venir de plusieurs directions à la fois, rendant la navigation difficile.
Depuis 1996, le 31 octobre est la « journée internationale pour la protection de la mer Noire ».

## Limites

Communication avec la Méditerranée : les Dardanelles, la mer de Marmara et le Bosphore avec les noms antiques (Propontide signifiant « avant le Pont Euxin »).

L'Organisation hydrographique internationale détermine les limites de la mer Noire de la façon suivante :
- au sud-ouest : une ligne joignant le Rumeli burnu (Rumelifeneri 41° 14′ 02″ N, 29° 06′ 58″ E), en Turquie d'Europe, et l'Anadolu burnu (Anadolufeneri 41° 13′ 06″ N, 29° 09′ 05″ E), en Turquie d'Asie ;
- dans le détroit de Kertch : une ligne joignant le cap Takil (45° 06′ 00″ N, 36° 27′ 14″ E), l'extrémité sud-est de la péninsule de Kertch, en Crimée, en direction de l'est jusqu'au cap Panaghia (45° 08′ 26″ N, 36° 37′ 59″ E), l'extrémité sud-ouest de la péninsule de Taman.

## Caractéristiques
La mer Noire a une superficie comprise entre 417 000 et 423 000 km2 et un volume compris entre 537 000 et 555 000 km3.
Ces données ne prennent pas en compte la mer d'Azov dont la surface est de 37 600 km2.

## Histoire naturelle de la mer Noire

### Géologie

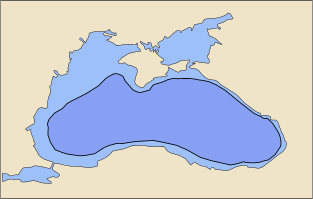
Du lac pontique à la mer Noire.

Le bassin pontique a une profondeur maximale de 2 252 m. Sa formation fait l'objet de deux hypothèses :
- selon l'une il s'agirait d'un vestige tectonique de l'océan Téthys (qui séparait jusqu'au Paléocène l'Eurasie de la Gondwanie), isolé lors de l'orogénèse himalayo-alpine ; cette hypothèse qui a la faveur de la majorité des géologues s'appuie sur la présence au fond d'une croûte océanique datant du Crétacé ;
- selon l'autre, minoritaire, ladite croûte téthysienne aurait d'abord été soulevée et le bassin pontique résulterait d'un processus d'effondrement plus récent (Miocène) ; cette hypothèse s'appuie sur la présence d'un système de failles et de fossés de subduction sur le pourtour du bassin.

Quoi qu'il en soit, les sédiments déposés au fond du bassin sont essentiellement Pléistocènes et Holocènes, de faciès détritique (voir roche détritique) et dulçaquicole en profondeur (voir organisme dulçaquicole, témoignage d'importants apports fluviaux lors des périodes de dégel inter glaciaires), et marin au-dessus (sédiments de moins de 8 000 ans). Les sédiments détritiques et dulçaquicoles correspondent à une période dite « sarmatique » commencée il y a 5 millions d'années, durant laquelle une mer intérieure d'eau douce recouvrait les actuelles Hongrie, Roumanie, mer Noire, Ukraine littorale, Russie méridionale, mer Caspienne et Asie centrale. Le niveau de cette étendue d'eau a beaucoup varié, et à l'Holocène récent (durant la dernière glaciation, dite Würmienne), il était 180 m plus bas que le niveau actuel des mers, de sorte que seuls les bassins profonds pontique et caspien étaient encore en eau,,.

### Débats sur les variations de niveau de la mer Noire
Dans les années 1960, en analysant au carbone 14 des coquillages d'eau douce trouvés dans les carottages des sédiments de la mer Noire sous les sédiments marins actuels, les chercheurs bulgares, roumains et soviétiques avaient découvert que l'actuelle mer Noire a été il y a près de 8 000 ans un lac d'eau douce appelé « lac Pontique » qui se trouvait à 150 mètres au-dessous du niveau général des mers. À l'époque, le Bosphore n'était pas un détroit mais un isthme qui séparait ce grand lac de la mer de Marmara, elle-même isolée de la mer Égée par l'isthme des Dardanelles. Après la chute du rideau de fer et avec le développement d'internet, les géologues américains Walter Pitman et William Ryan découvrent en 1997 les publications bulgares, roumaines et soviétiques modélisant les effets de la déglaciation post-würmienne qui, élevant le niveau de la mer Méditerranée, finit par entraîner le déversement d'eaux salées en mer de Marmara puis dans la mer Noire, mais sans donner d'opinion sur la vitesse du phénomène, ni sur son caractère répétitif ou unique.
Pitman et Ryan rapprochèrent ces faits du mythe de l'arche de Noé, de la légende de Gilgamesh dans le royaume de Sumer, du déluge de Deucalion et du mythe de l'Atlantide dans la Grèce antique. Selon eux, le remplissage a dû être unique, brutal et catastrophique, une cascade gigantesque se serait formée par érosion hydraulique au débouché du Bosphore, et le niveau de la mer Noire serait monté de 180 m en seulement quelques semaines, ses rives reculant d'un kilomètre par jour ou plus. Or, les rives de ce lac étaient déjà peuplées d'agriculteurs, car, en Anatolie et en Europe orientale, l'agriculture a commencé très tôt. Ryan et Pitman pensent que ces agriculteurs, chassés par la montée des eaux, se seraient dispersés en Anatolie et en Mésopotamie, véhiculant le mythe du Déluge. Les deux géologues américains en firent des livres et des documentaires.
L'hypothèse de Pitman et Ryan n'a toutefois pas convaincu la majorité des chercheurs : des études géologiques publiées en 2007 récusent l'idée d'un déversement catastrophique unique, pour modéliser une série d'oscillations des niveaux des bassins pontique, marmarien et égéen, avec des périodes de déversements multiples, graduels et pas toujours dans le même sens,. Actuellement, trois reconstructions très différentes de l'histoire de la mer Noire coexistent donc : l'hypothèse catastrophiste de Pitman et Ryan, une hypothèse gradualiste à déversement unique mais lent, et l'hypothèse des déversements multiples, qui recueille l'assentiment de la majorité des auteurs.

### Physique, chimie et écologie de la mer Noire

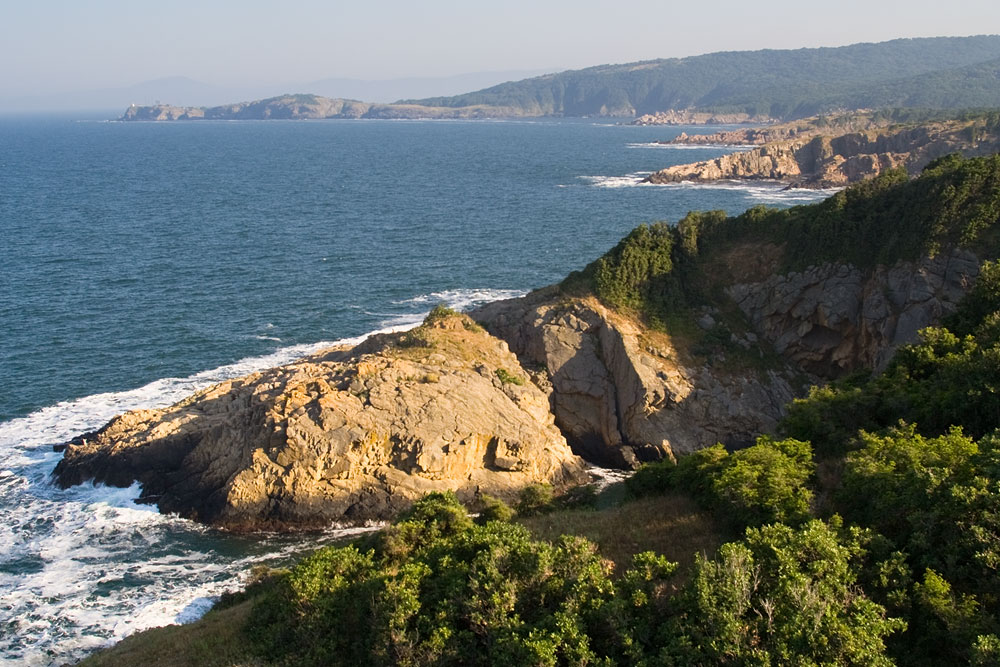
Le « cap des olives » (Maslen nos, Αϰροτίρι Ελάιων) en Bulgarie.

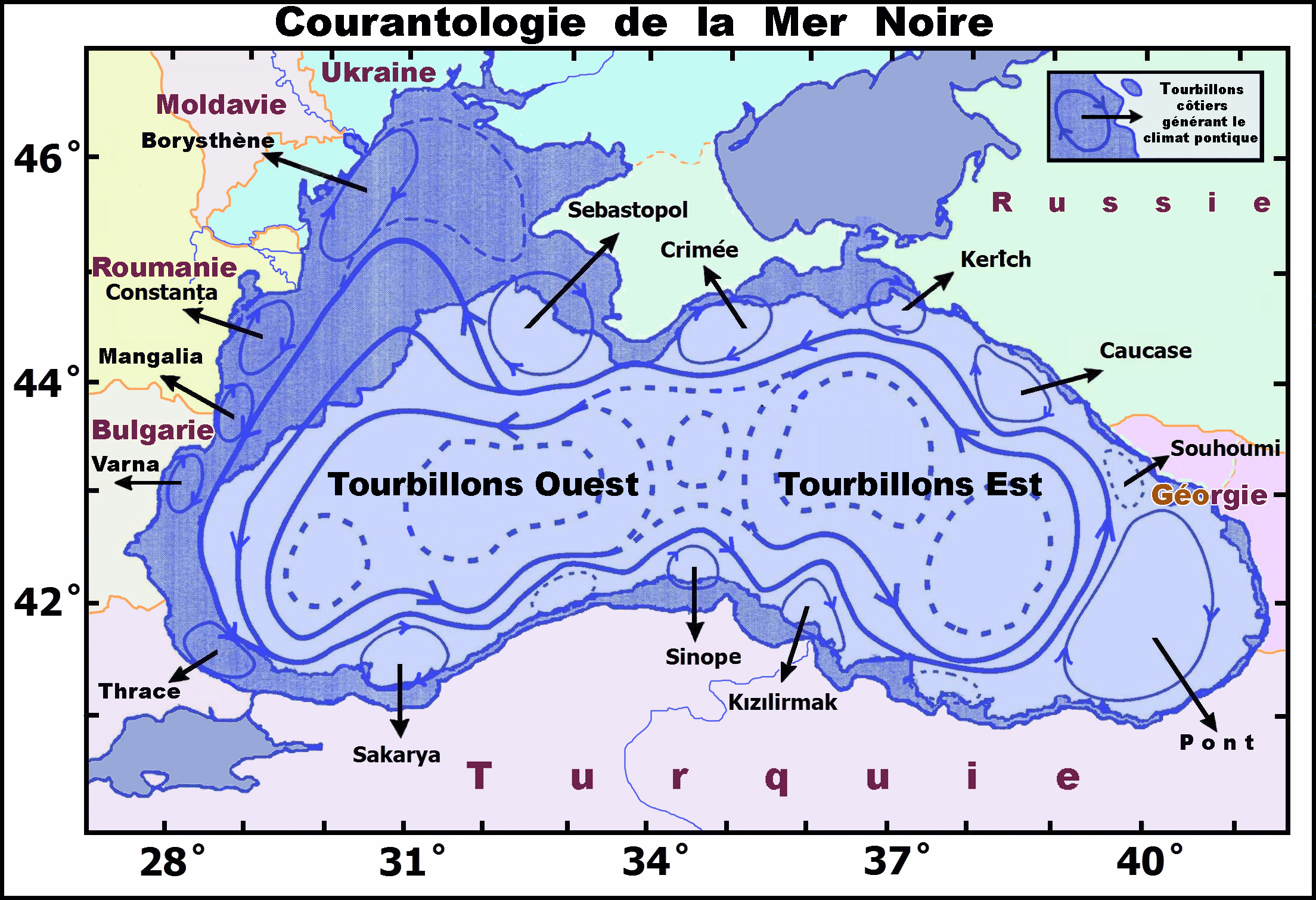
Courantologie de la mer Noire avec les deux tourbillons principaux et les tourbillons côtiers générant le climat pontique, d'après Grigore Antipa.

En devenant salée, la mer Noire, désormais reliée à la mer Méditerranée, est cependant restée une mer particulière : la mort du biotope lacustre a provoqué une séparation des eaux profondes et des eaux superficielles (voir ci-dessous) et la salinité est restée très en dessous de la moyenne mondiale : 12 à 16 grammes de sel par litre au lieu de 35. De ce fait, un courant d'eau salée coule toujours en profondeur à travers le Bosphore (la « cascade » d'eau marine ne s'est jamais arrêtée) tandis qu'en surface, les eaux moins salées de la mer Noire coulent vers la mer de Marmara. La faible salinité et le climat continental expliquent que les eaux les moins salées du nord-ouest gèlent fréquemment en hiver contraignant notamment l'utilisation de brise-glace pour dégager le port d'Odessa en janvier et février.
Les eaux de cette mer, au-delà de 200 mètres de profondeur, sont anoxiques, c’est-à-dire sans dioxygène dissous. L'eau profonde concentre assez de sulfure d'hydrogène (H2S) toxique pour que les bois, cuirs et tissus des épaves soient préservés de l'action bactérienne, au profit des chercheurs d'épaves. Ce phénomène, également présent en mer Caspienne, en mer Baltique et dans le lac Tanganyika, est appelé euxinisme.
De 2005 à 2009, le projet européen Hermes explore les écosystèmes marins sur 15 000 kilomètres de marge continentale profonde pour notamment mesurer les formes du méthane en mer Noire et Baltique. On devrait ainsi mieux comprendre les écosystèmes microbiens anoxiques, et leurs bilans énergétiques et en termes de puits/sources de carbone et GES.
On a ainsi pu explorer le méiobenthos (de taille moyenne, c'est-à-dire de 1 mm à 63 µm ou 0,063 mm) et les espèces d'une zone active de production naturelle de gaz méthane et de H2S toxique, ses variations (de -182 à −252 m, dans le canyon sous-marin du Dniepr au nord-ouest de la mer Noire). Le méiobenthos était essentiellement constitué de nématodes et foraminifères (Ciliophora notamment), cohabitant avec des polychètes, mais aussi de bivalves, gastéropodes, amphipodes, et Acarina. On a aussi trouvé dans des sédiments des stades juvéniles de Copépodes et Cladocères probablement d'origine planctonique. L'abondance du méiobenthos variait de 2 397 à 52 593 individus par mètre carré (plus nombreux dans la couche superficielle de sédiment pour les nématodes et foraminifères d'une zone permanente H2S à des profondeurs de 220 à 250 m). Cette forte concentration de méiobenthos a été trouvée dans un secteur d'intenses émanations de méthane, associées à un tapis microbien (biofilm méthanotrophe ou méthane-oxydant). L'étude suggère que le méthane et ses produits d'oxydation microbienne expliqueraient la survie de nombreuses espèces benthiques adaptées à ce milieu extrême, et la bioproductivité élevée dans des zones fortement sulfurées. Une corrélation inverse a été trouvée entre la densité en méiofaune et les taux de méthane des couches superficielles de sédiments. Les chercheurs supposent que le taux de nématodes et de foraminifères des zones enrichies en méthane est un compromis entre les exigences écologiques et les besoins alimentaires de ces organismes et leurs adaptations à l'environnement rendu toxique par le sulfure d'hydrogène.

### Faune et flore
La grande majorité des espèces animales et végétales présentes dans la mer Noire sont d'origine méditerranéenne. Seules 150 espèces sont considérées comme « autochtones », c'est-à-dire présentes avant la dernière transgression du Bosphore qui a de nouveau permis les échanges d'eau vers la Méditerranée. Parmi les espèces d'origine méditerranéenne, seules celles supportant une faible salinité ont pu s'adapter.
Du fait de l'anoxie de l'eau au-delà de 200 m de profondeur qui ne permet une vie aérobie que dans ses couches supérieures, la mer Noire est un milieu biologiquement pauvre. Elle compte 167 espèces de poissons. Parmi celles-ci, 37 espèces d'eau douce et 27 espèces d'eau saumâtre.
La mer Noire abrite un pic de la biodiversité planétaire avec par exemple 42 espèces d'amphipodes benthiques relevées dans la région, où l'on découvre encore de nouvelles espèces mais elle est très menacée par la pollution et par des « espèces invasives ».

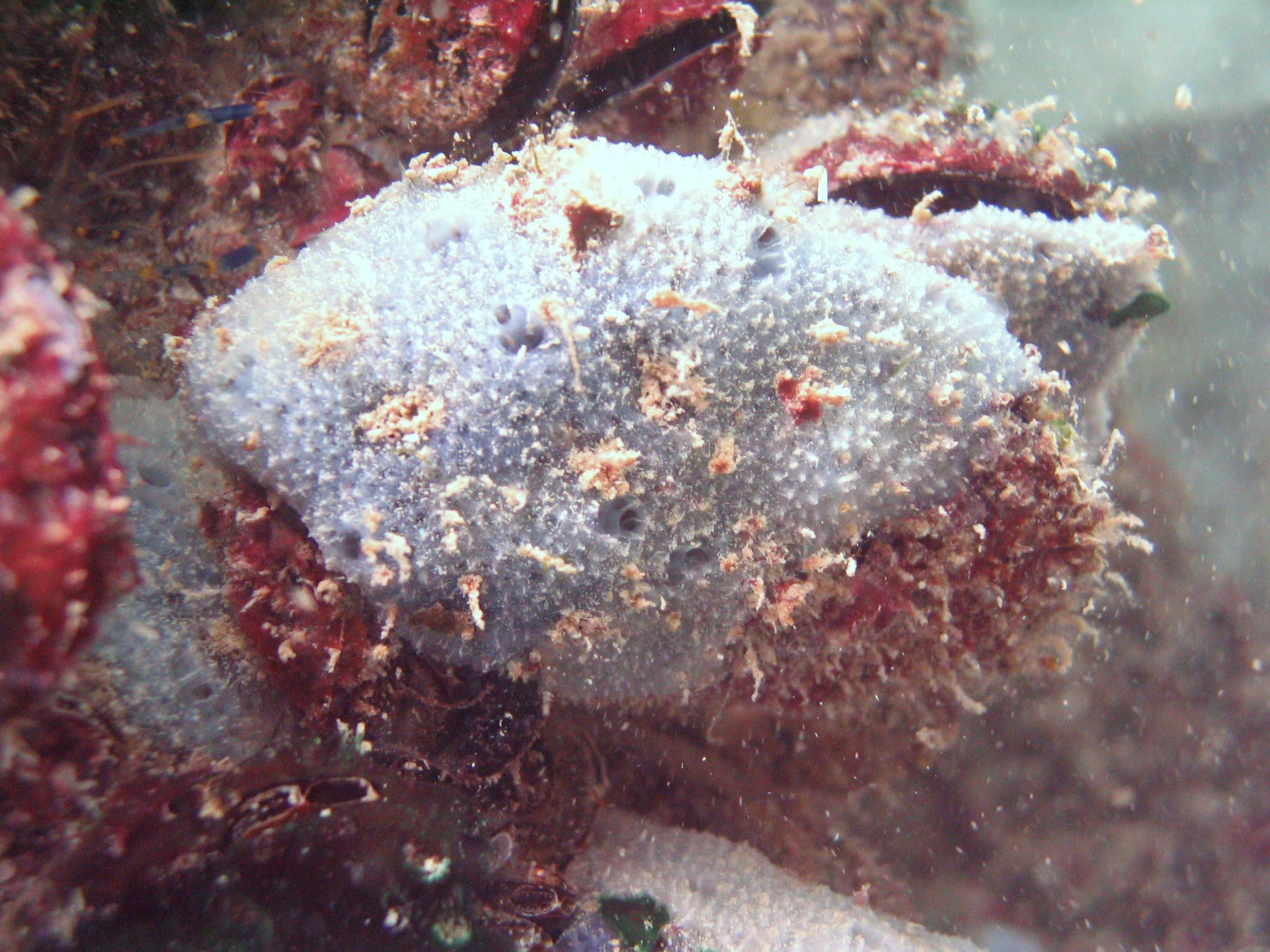
Éponge bleue
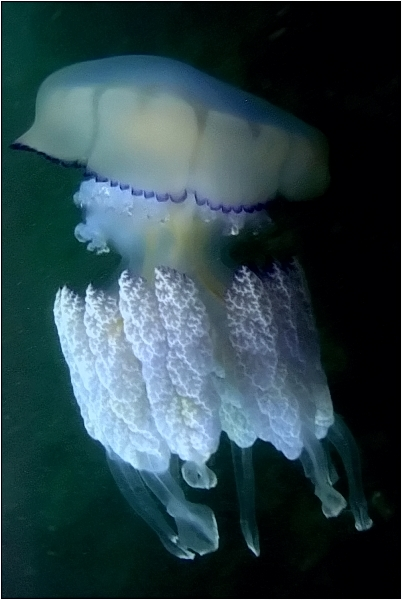
Méduse Rhizostoma pulmo
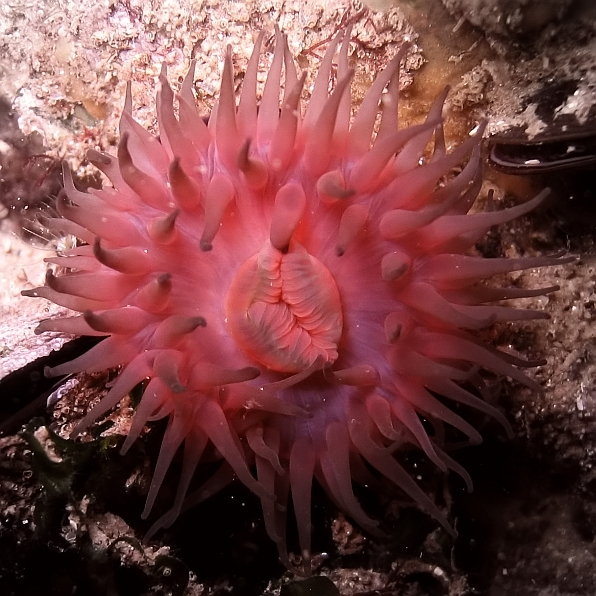
Anémone de mer Dedițel
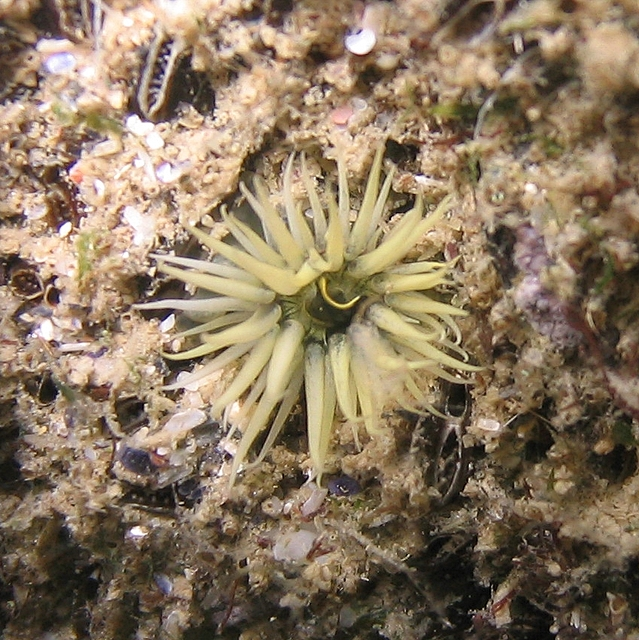
Autre espèce d'anémone
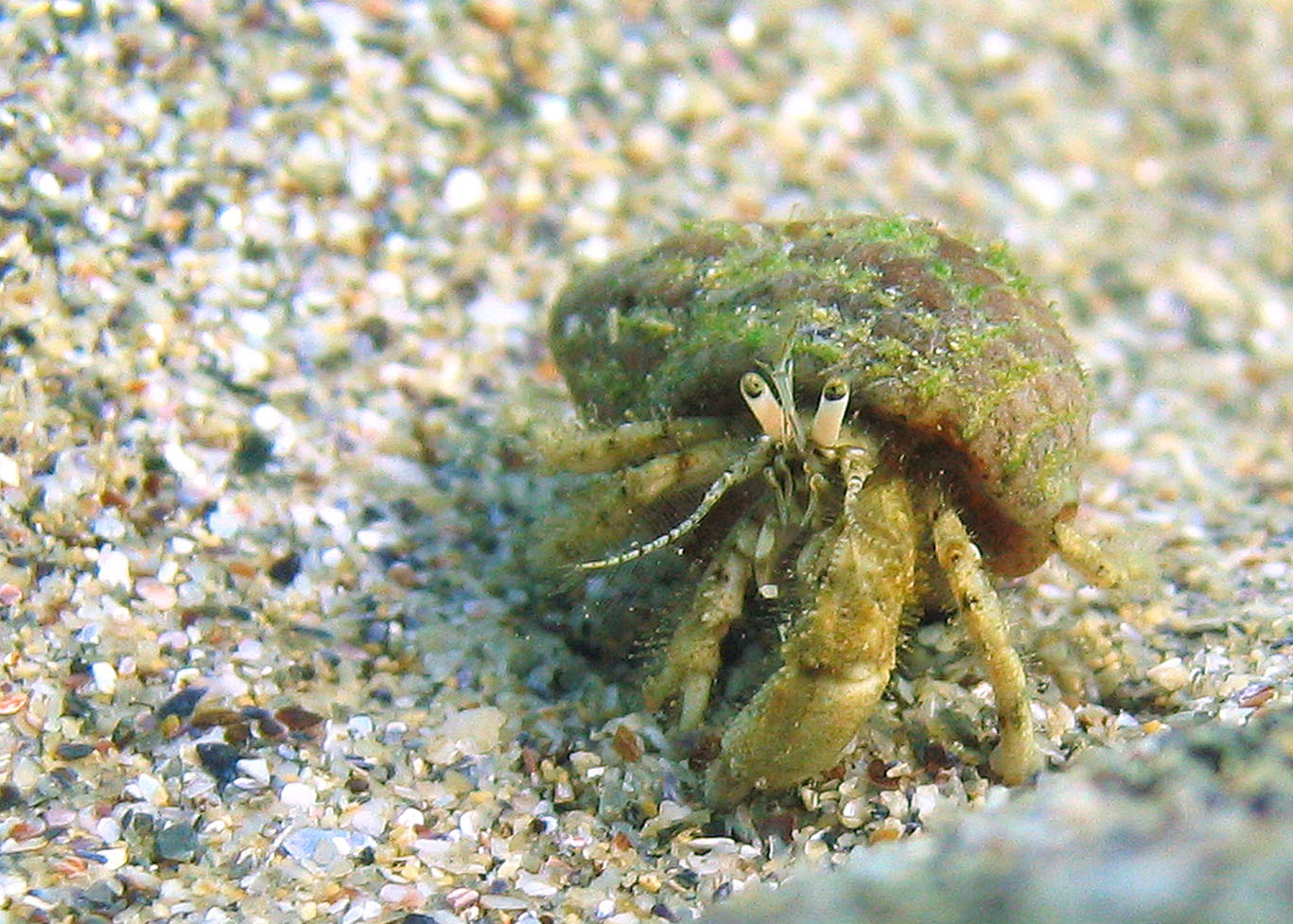
Bernard l'ermite Diogenes pugilator
Esturgeon à caviar Huso huso, espèce menacée
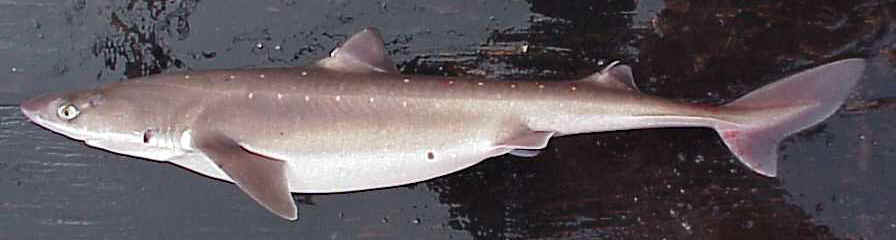
Aiguillat
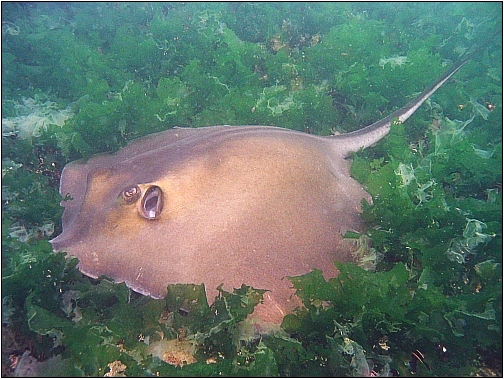
Raie
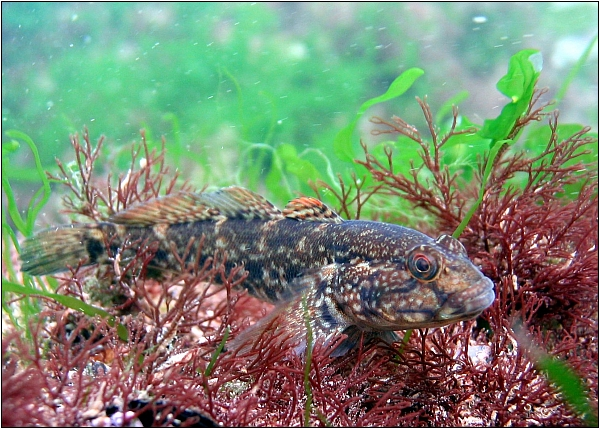
Gobie
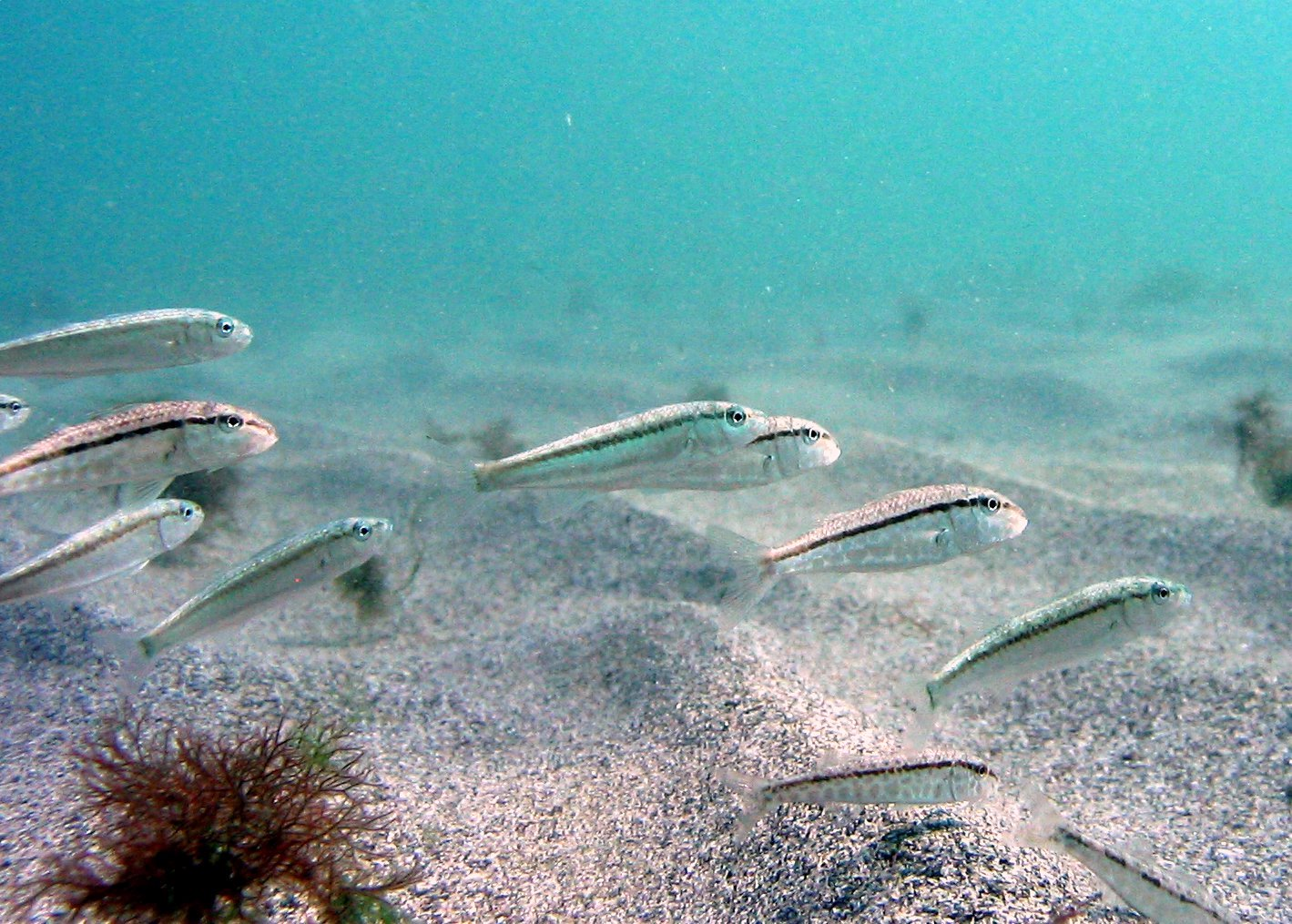
Rougets de vase pontiques
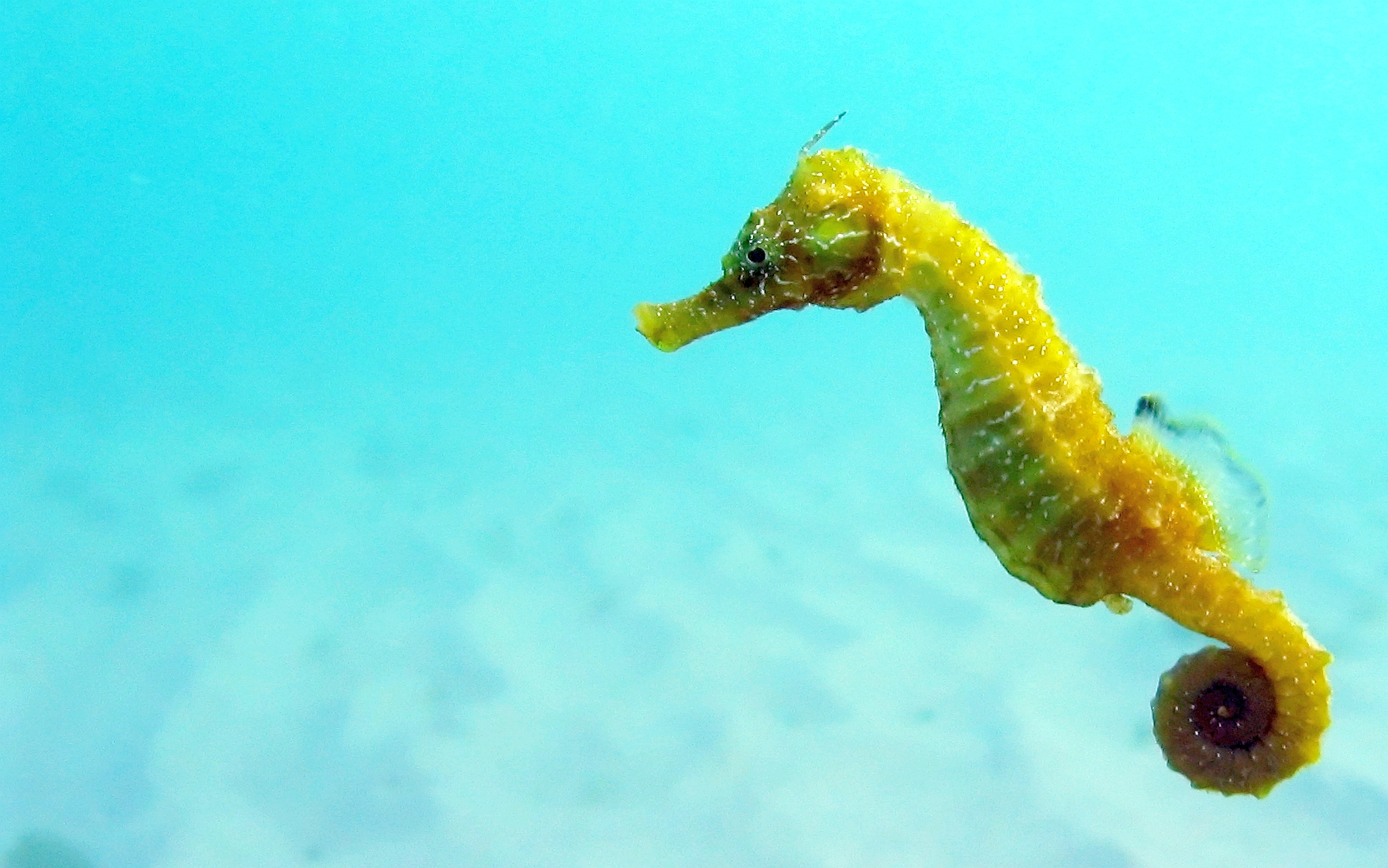
Hippocampe
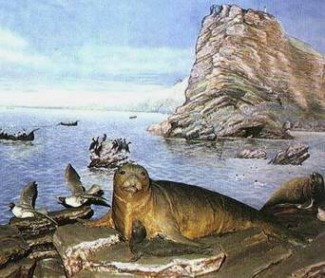
Phoques moines à ventre blanc (Monachus monachus albiventer) naturalisés, sous-espèce de la mer Noire disparue en 1940.
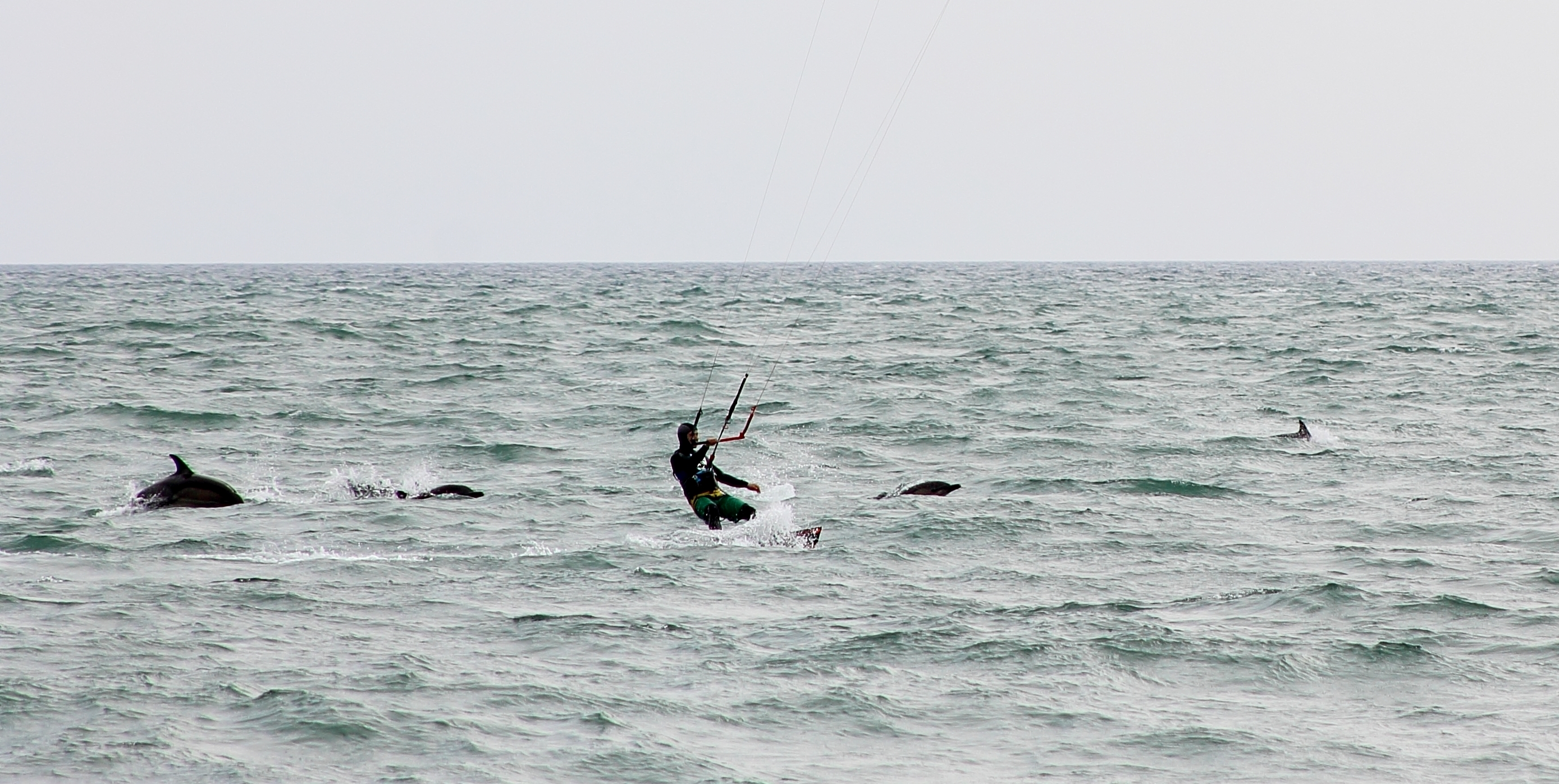
Dauphins Delphinus delphis à Sotchi

### Climat

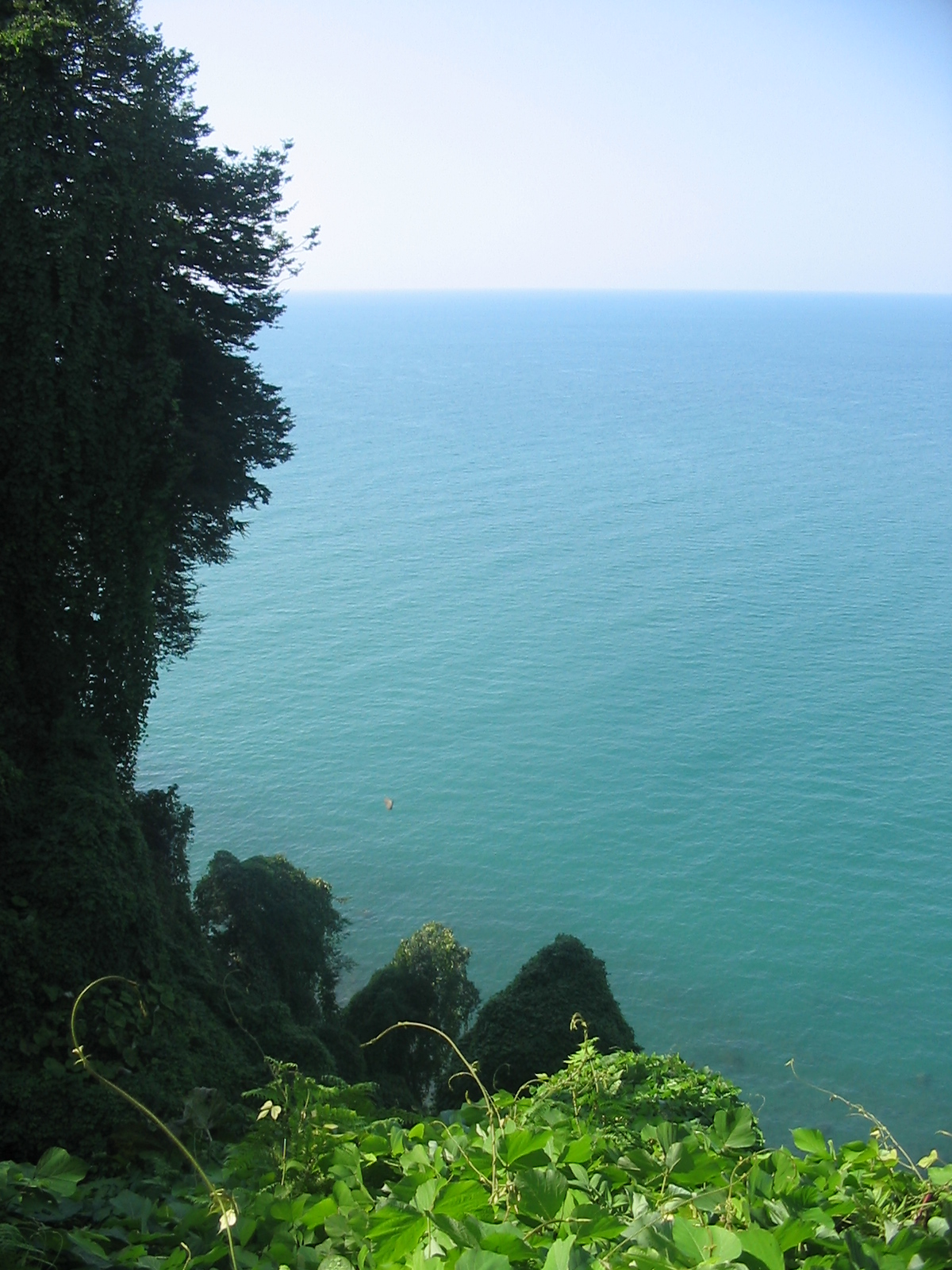
La mer Noire à Batoumi, en Géorgie.

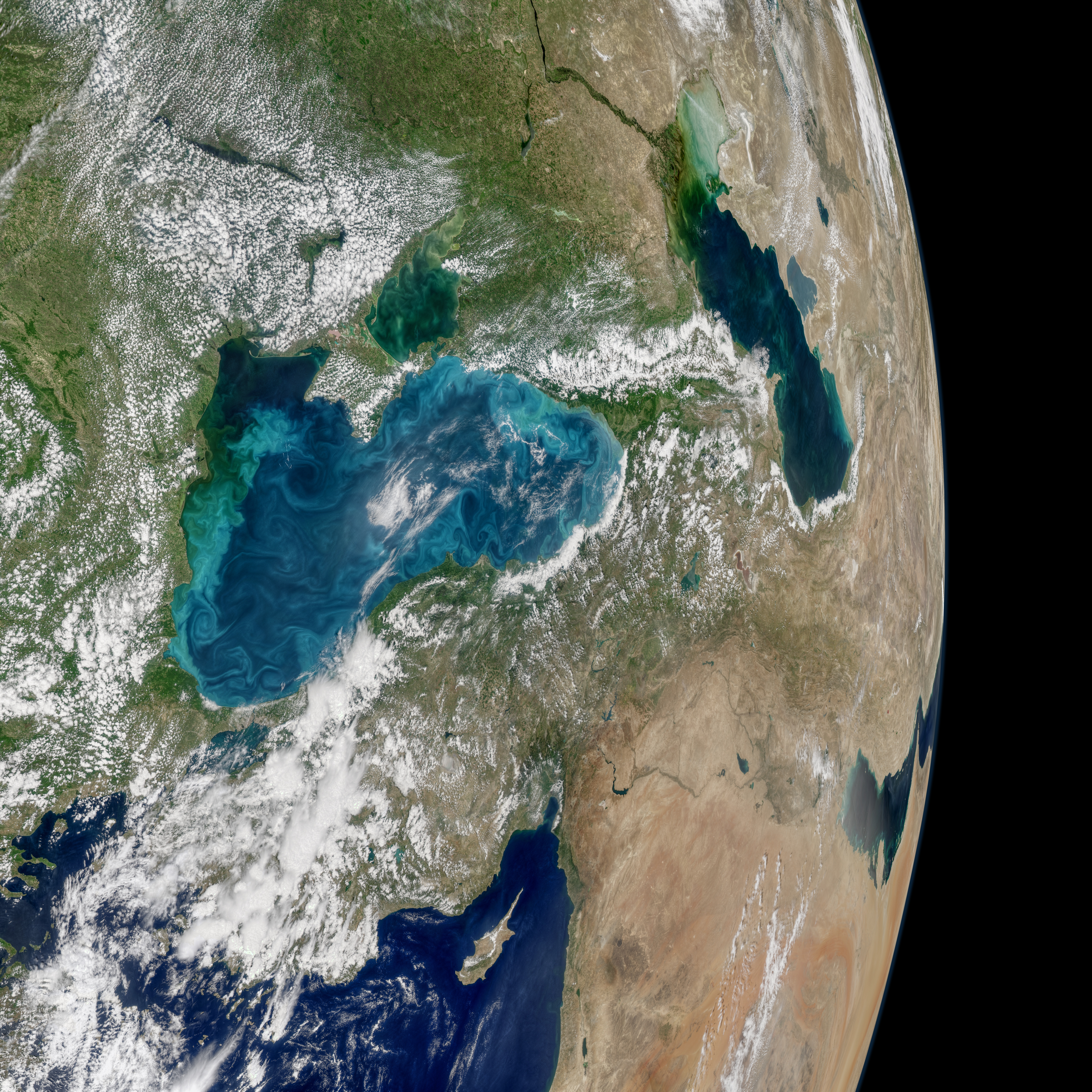
En juin 2017, le plancton bioluminescent rend visibles les tourbillons générant le climat pontique.

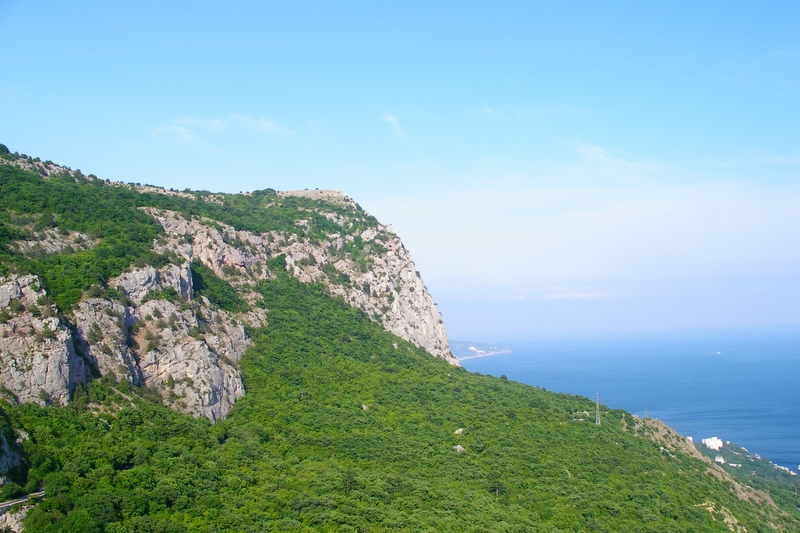
Les monts du Chersonnèse, en Crimée.

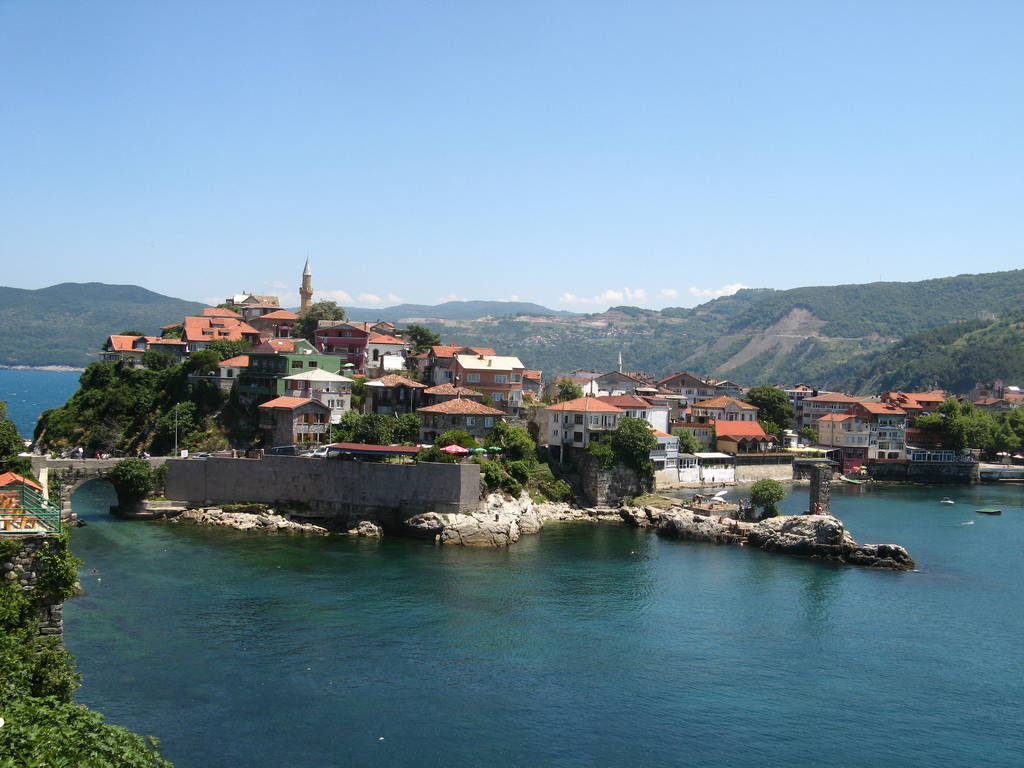
Vue d'Amasra, en Paphlagonie (Turquie).

Le pourtour de la mer Noire est caractérisé par un climat quasi endémique appelé « climat pontique » : on parlera donc d'écorégion à son propos. C'est une variante transitionnelle du climat tempéré, avec des caractéristiques méditerranéennes, mais aussi continentales au nord (climat drossopontique à l'été méditerranéen et à l'hiver continental) et subtropicales humides au sud (climat eupontique). Le climat drossopontique est assez frais et sec en Bulgarie, Roumanie, Ukraine et nord-ouest de la Crimée ; le climat eupontique est plus doux et humide dans le sud-est de la Crimée (péninsule de Kertch), autour de Sotchi en Russie, en Abkhazie, en Colchide (Géorgie) et surtout dans la région pontique de la Turquie. Ce climat pontique est propice à une forte productivité végétale et c'est pourquoi dès les VIIIe et VIIe siècles av. J.-C. les pourtours de la mer Noire ont été densément colonisés par les Grecs antiques, la région devenant le « grenier à blé » des cités grecques dans sa partie drossopontique propice aux cultures céréalières, et la « réserve de bois » de la marine grecque dans sa partie eupontique en grande partie recouverte de forêts, aujourd'hui encore assez préservées. Cette abondance forestière a tant impressionné les anciens Grecs qu'ils nommèrent les forêts pontiques Amarante, soit, littéralement, « qui ne peut se corrompre ».

## Pollution
On cherche à mieux modéliser la cinétique environnementale de ces polluants, dont les polychlorobiphényles, via des modèles numériques tridimensionnels.

## Population
Aujourd'hui une population d'environ onze millions de personnes, par ordre d'importance notamment Turcs, Ukrainiens, Russes, Bulgares, Roumains, Géorgiens ou Abkhazes vivent à moins d'un kilomètre de la mer Noire, notamment dans les villes suivantes :
- Bulgarie :
  - Bourgas
  - Nessebar
  - Varna
- Géorgie :
  - Batoumi
  - Poti
  - Soukhoumi (Abkhazie indépendantiste)
- Roumanie :
  - Constanța
  - Mangalia
  - Sulina
- Russie :
  - Anapa
  - Ieïsk
  - Novorossiïsk
  - Sotchi
  - Temriouk (Péninsule de Taman)
  - Touapsé
- Turquie :
  - Amasra
  - İnebolu
  - Istanbul
  - Giresun
  - Kastamonu
  - Ordu
  - Rize
  - Samsun
  - Sinop
  - Şile
  - Trabzon
  - Zonguldak
- Ukraine :
  - Berdiansk
  - Marioupol
  - Odessa
  - Skadovsk
- Péninsule de Crimée (Ukraine (de jure) / Russie (de facto)) :
  - Alouchta (Alushta)
  - Aloupka (Alupka)
  - Balaklava
  - Chtchiolkino
  - Eupatoria
  - Hourzouf (Hurzuf)
  - Kertch (Péninsule de Kertch)
  - Sébastopol
  - Soudak
  - Théodosie (Féodossia)
  - Yalta

## Usage militaire et économique

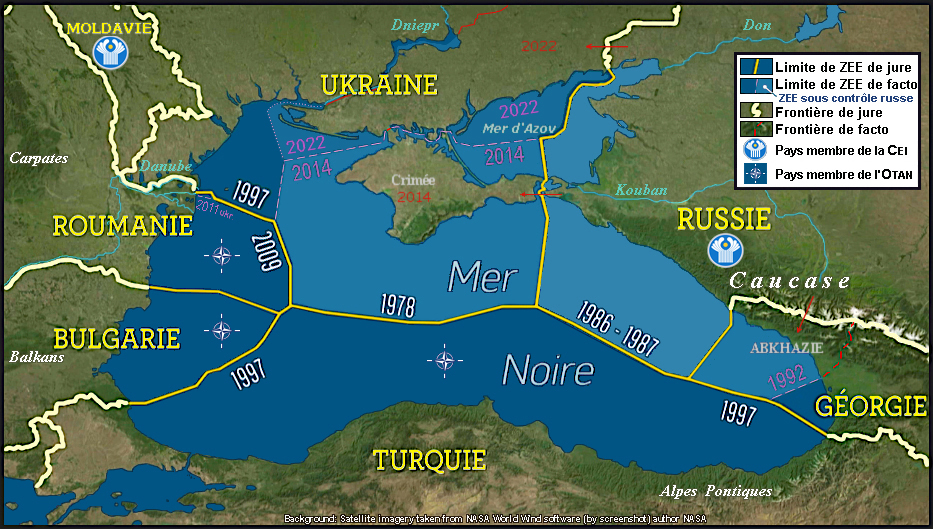
Carte du partage de la mer Noire entre les zones économiques exclusives des pays riverains (avec les dates des accords de jure, et les modifications de facto).

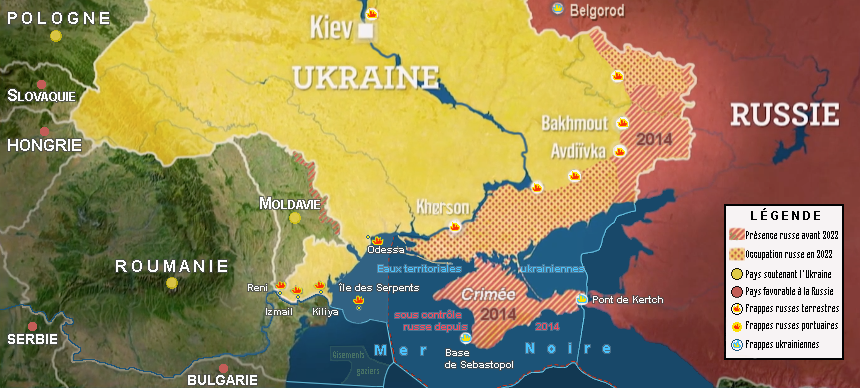
Rivages nord de la mer Noire en 2024 dans le contexte de la guerre russo-ukrainienne.

La mer Noire a été historiquement frontalière de grands espaces géostratégiques : au nord, les nomades de la steppe pontique (Cimmériens, Scythes, Sarmates, Roxolans, Huns, Avars, Onogoures, Khazars, Bulgares, Magyars, Alains, Petchénègues, Coumans, Mongols, Tatars…), au sud les royaumes et empires organisés (hittite, perse, hellénistique, romain, byzantin, ottoman…). À l’ouest et à l’est, des « zones tampons » au contact de ces deux mondes (bouches du Danube, Scythie mineure, Caucase…), ont depuis toujours été à la fois disputées, et en même temps des refuges pour les perdants, donc multiethniques. Ce fut aussi le cas de la Crimée.
Au XVe siècle, tout navire non-ottoman devait obtenir l'autorisation du sultan de Constantinople pour entrer ou sortir de la mer Noire. Au XVIe siècle, l'accès fut totalement interdit aux navires étrangers. Il fallut le traité de Koutchouk-Kaïnardji en 1774 pour ouvrir les détroits à la navigation internationale. De nos jours, c'est la convention de Montreux de 1936 qui fixe l'accès des navires à la mer Noire par les détroits.
Plus récemment la mer Noire a été une zone de contact entre l'URSS et ses satellites au nord, et la Turquie membre de l'OTAN au sud : le rideau de fer la traversait donc. Aujourd'hui elle se trouve sur les marges les plus orientales de l'Union européenne, face à la CEI et à la Turquie. Les bases militaires de Crimée, stratégiques pour la Russie, sont depuis 2014 sous son administration directe. La péninsule et ses eaux territoriales appartiennent de jure à l'Ukraine, mais de facto à la Russie qui, à travers son contrôle et son occupation de l'est et du sud de l'Ukraine, jusqu'aux abords des bouches du Danube, contrôle de fait l'espace maritime ukrainien.
Du point de vue économique, les grains, le bois, le poisson séché, les esclaves du pourtour de la mer Noire, ainsi que les épices et soieries d'Asie, ont attiré ici d'abord les colons grecs, ensuite les Perses, les Romains, les Varègues, les Russes, les Vénitiens et leurs rivaux génois, les Mongols et Tamerlan. De nos jours, ce sont les gisements d'hydrocarbures off-shore des eaux ukrainiennes qui attisent tensions et conflits au cours desquels l'Ukraine a perdu une grande partie de sa flotte.En février 2022, lors du début de la guerre entre la Russie et l'Ukraine, l'ambassadeur d'Ukraine en Turquie, Vasil Bodnar, demande au gouvernement turc de « fermer les détroits du Bosphore et des Dardanelles à la marine de guerre russe ».

### Extraction et transport

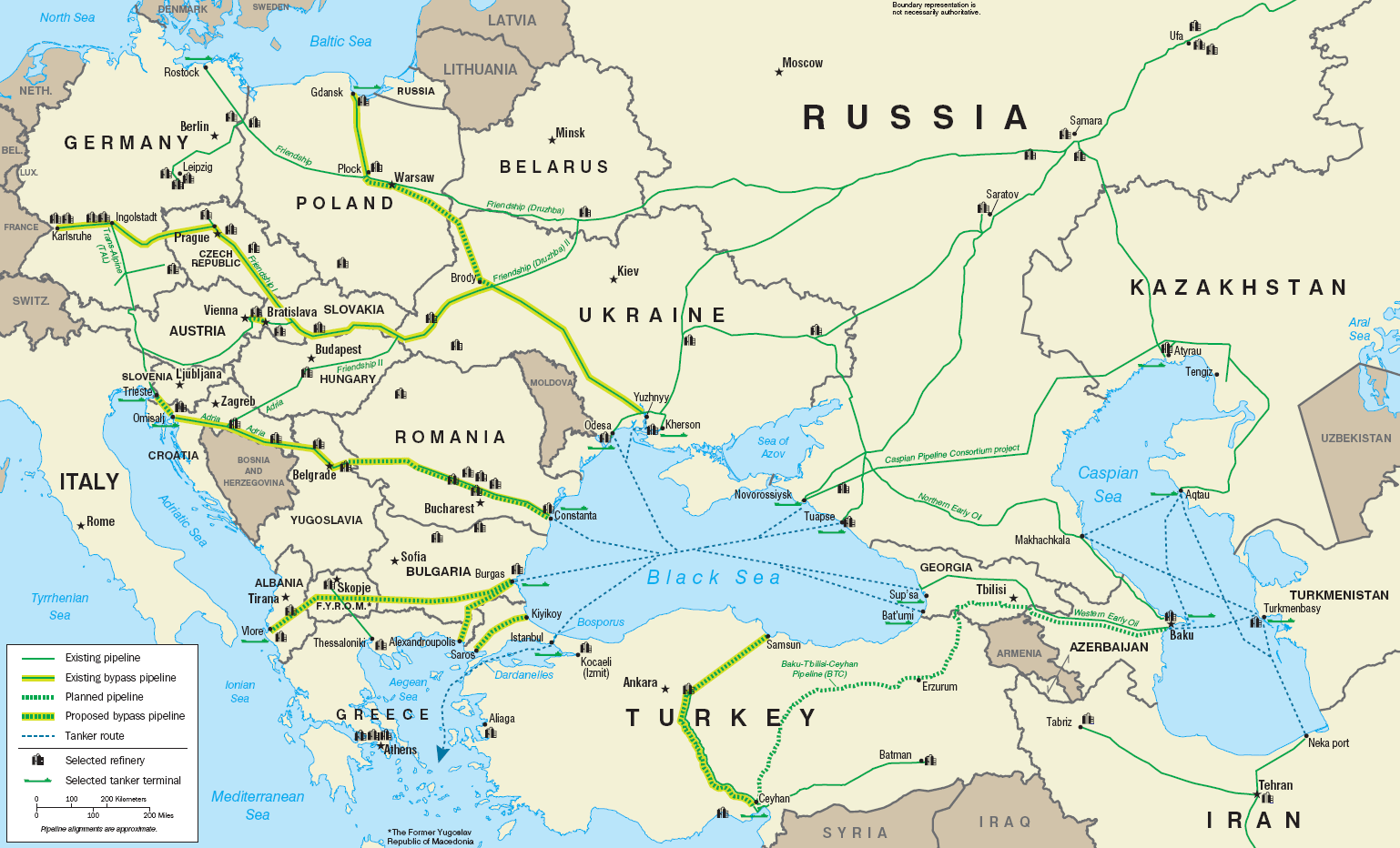
Carte des oléoducs en Europe.

Il existe des champs de gaz et de pétrole, principalement sur le nord-ouest de la mer, exploités dans le delta du Danube. Le passage d'oléoducs comme le Bakou à Batoumi, le Bakou-Novorossiisk, le Bakou-Soupsa, le Blue Stream, le White Stream, le Odessa-Brody, l'Oléoduc Pan-européen et Tesla Pipeline...

## Dans l'histoire et la culture

### Nom actuel
Le tableau suivant donne le nom de la mer Noire dans les langues riveraines ; s'il n'y a pas de traduction, c'est que le terme signifie seulement « mer noire ».
| Langue        | Vocables |
| ------------- | --- |
| Abkhaze       | Амшын Еиқәа (Amchyn Eïkéa)                                                                                               |
| Allemand      | Schwarzes Meer |
| Arménien      | Սև ծով (Sev tzov) |
| Aroumain      | Amárea njágrã (anciennement Amárea lai, « mer calme »)                                                                   |
| Bulgare       | Черно море (Tcherno more, anciennement море Сесил, « mer cécile », du grec médiéval καικίας : kaikías, « vent du nord ») |
| Géorgien      | შავი ზღვა (Shavi zgva)                                                                                                   |
| Grec pontique | Μαύρη Θάλασσα (Mavri thalassa, anciennement Πόντος εύξεινος : Pont euxin, « étendue d'eau accueillante »)                |
| Italien       | Mar(e) Nero (anciennement Mare maggiore : « la grande mer » sur les portulans génois)                                    |
| Latin         | Pontus Euxinus, Mare Scythicum                                                                                           |
| Romanès       | Kali Deryav |
| Roumain       | Marea Neagră (anciennement Marea cea mare : « Mer majeure » comme sur les portulans génois : Mare maggiore)              |
| Russe         | Чёрное море (Tchiornoïe more)                                                                                            |
| Ukrainien     | Чорне море (Tchorne more)                                                                                                |
| Tatar         | Кара диңгез (Kara dinguez)                                                                                               |
| Turc          | Karadeniz |

### Étymologies

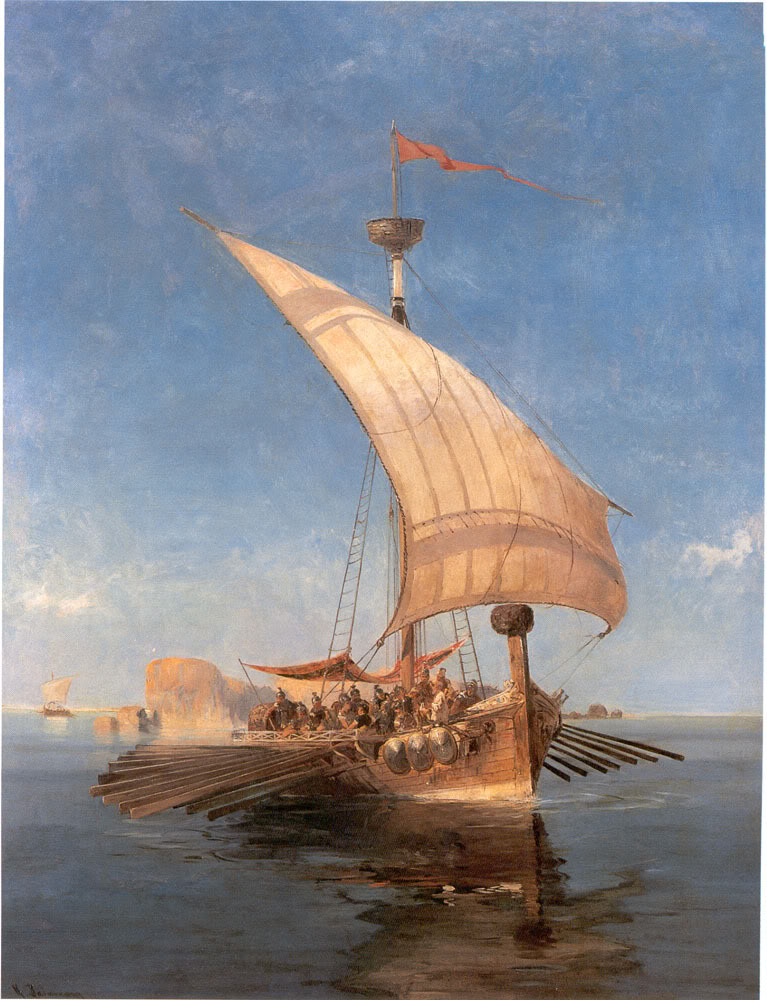
Le périple des Argonautes, tableau de Constantin Volanakis.

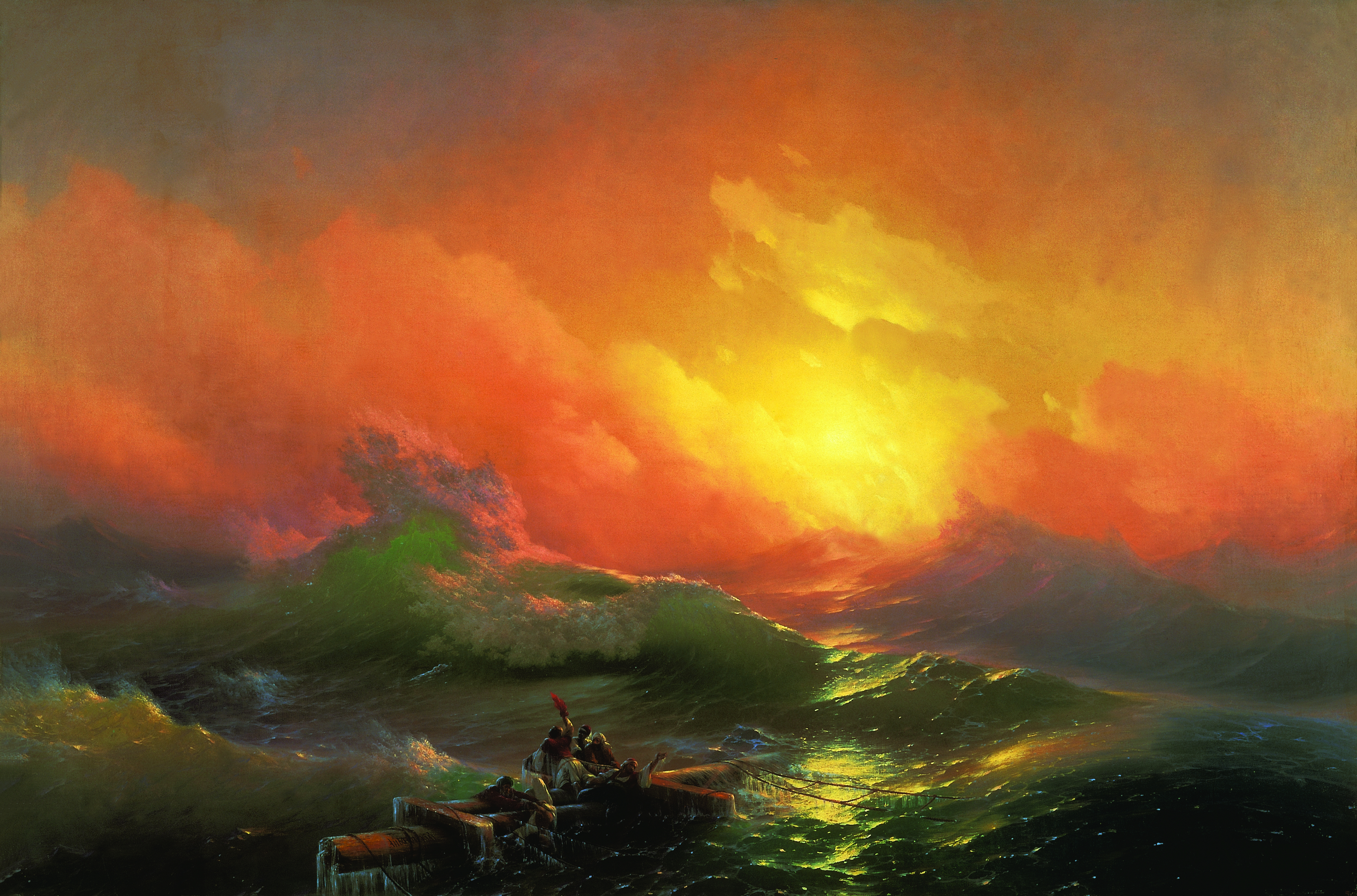
La Neuvième Vague, d'Ivan Aïvazovski.

L’étymologie du nom grec antique « Πόντος » - Pòntos, signifiant « large mer », est la même que pour les îles Pontines de la mer Tyrrhénienne (Italie). Dans l’Antiquité, les Grecs la désignèrent d’abord par Skythikos Pontos (la « mer Scythique »). Les Scythes, peuple de langue iranienne, la désignaient comme axšaēna (« indigo »). Les Grecs comprirent d’abord ce terme comme axeinos (de a- privatif et xeinos « étranger ») signifiant dans leur langue : « inamicale aux étrangers ». Plus tard, quand ses courants et ses vents leur devinrent familiers, elle fut désignée comme Pontos (Pontos signifiant « la mer », « le flot ») Euxeinos (eu- « bien » et xeinos « étranger » c’est-à-dire mer « amicale » ou « accueillante », traduit en français par Pont-Euxin).
Les Romains l'appelèrent Pontus Euxinus ou Mare Scythicum et les Grecs byzantins καικίας : kaikías, mot désignant le « vent du nord », terme repris par les Bulgares en « mer Cécile » (« море Сесил »).
Au XIIIe siècle, les portulans des Génois (qui avaient alors des comptoirs tout autour de ses rives), ainsi que dans les chroniques de Jean de Wavrin et de Villehardouin l'appellent mer Majoure c'est-à-dire « grande mer » (Mare maggiore en italien, Marea cea Mare en roumain).
Pour expliquer le nom de Noire, terme apparu dans les textes et les cartes à partir du XVe siècle, il existe trois théories : la plus populaire est que ce serait sa couleur lors des tempêtes, mais c'est le cas de toute mer. On avance parfois que son appauvrissement en oxygène et sa richesse en sulfures, dont certains sont noirs ou très sombres, lui donnerait cette couleur, mais en réalité, ces caractéristiques physico-chimiques ne concernent que les eaux profondes, et en surface la mer « noire » est bleue comme les autres mers.
Des deux théories scientifiques, la plus ancienne est que ce nom de « noire » serait une traduction de l'adjectif axaïna (« sombre ») donné par les Scythes, mais le problème, c’est qu’entre la disparition des Scythes et le XVe siècle, il y a un millénaire pendant lequel seul Pont-Euxin est utilisé, dans le sens grec du terme. Selon l’autre hypothèse, ce nom lui aurait été donné par les Turcs Selçuks puis Osmanlıs installés en Anatolie à partir du XIe siècle. Chez ces derniers, les points cardinaux sont désignés par des couleurs faisant d'une certaine manière référence à la luminosité, avec différentes variantes. Ainsi, dans le cas présent :
- Kara, le « noir » désigne le nord (analogue au « minuit » des Polonais ou des Hongrois) ;
- Ak, le « blanc » désigne le sud (le midi, moment où le soleil est au zénith, et que l'on retrouve en France et en Italie) ;
- Kızıl, le « rouge » désigne l’ouest (le couchant et son ciel crépusculaire) ;
- Yeşil, le « vert » ou Sarı, le « jaune » désignent l’est (le levant, lieu de l'aurore, mot partageant lui-même et avec le métal or l'idée de lueur).

Le Pont-Euxin étant situé au nord de la Turquie aurait donc été désigné en turc : Karadeniz, « mer Noire », sombre, alors que la mer Méditerranée, au sud, a été appelée mer Blanche, claire (Akdeniz) (qui ne doit pas être confondue avec la mer Blanche des Russes). Les savants turcs eux-mêmes sont divisés sur le sujet, car chez les anciens turcophones de la steppe, le nord était désigné par Ak (blanc comme la neige) et le sud par kızıl (rouge comme la chaleur). La logique désignant le nord (obscur) par le noir, le sud (la clarté) par le blanc et l'ouest (soleil couchant) par le rouge ne serait apparue que tardivement, en Asie Mineure.

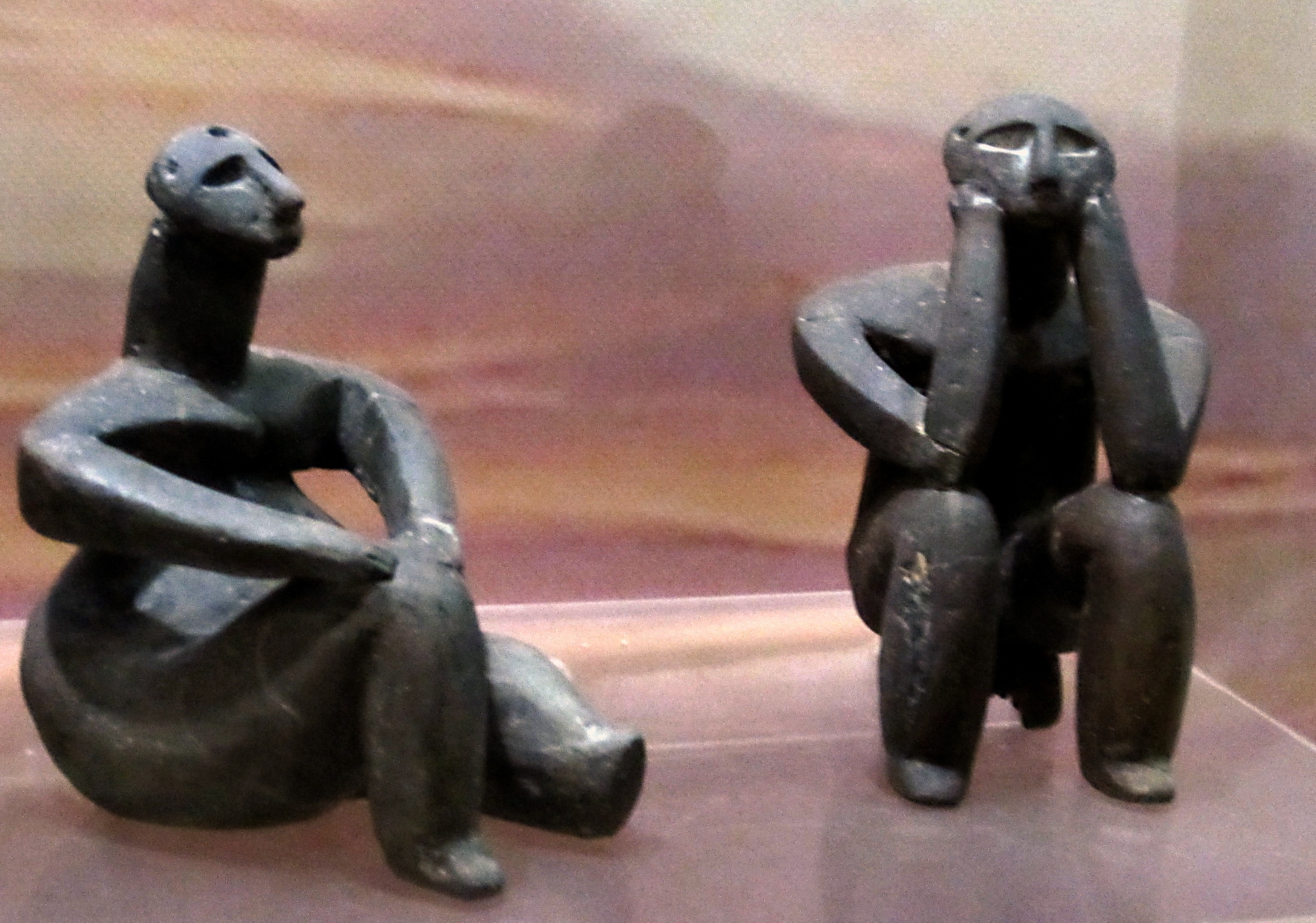
Les « penseurs » de Hamangia.

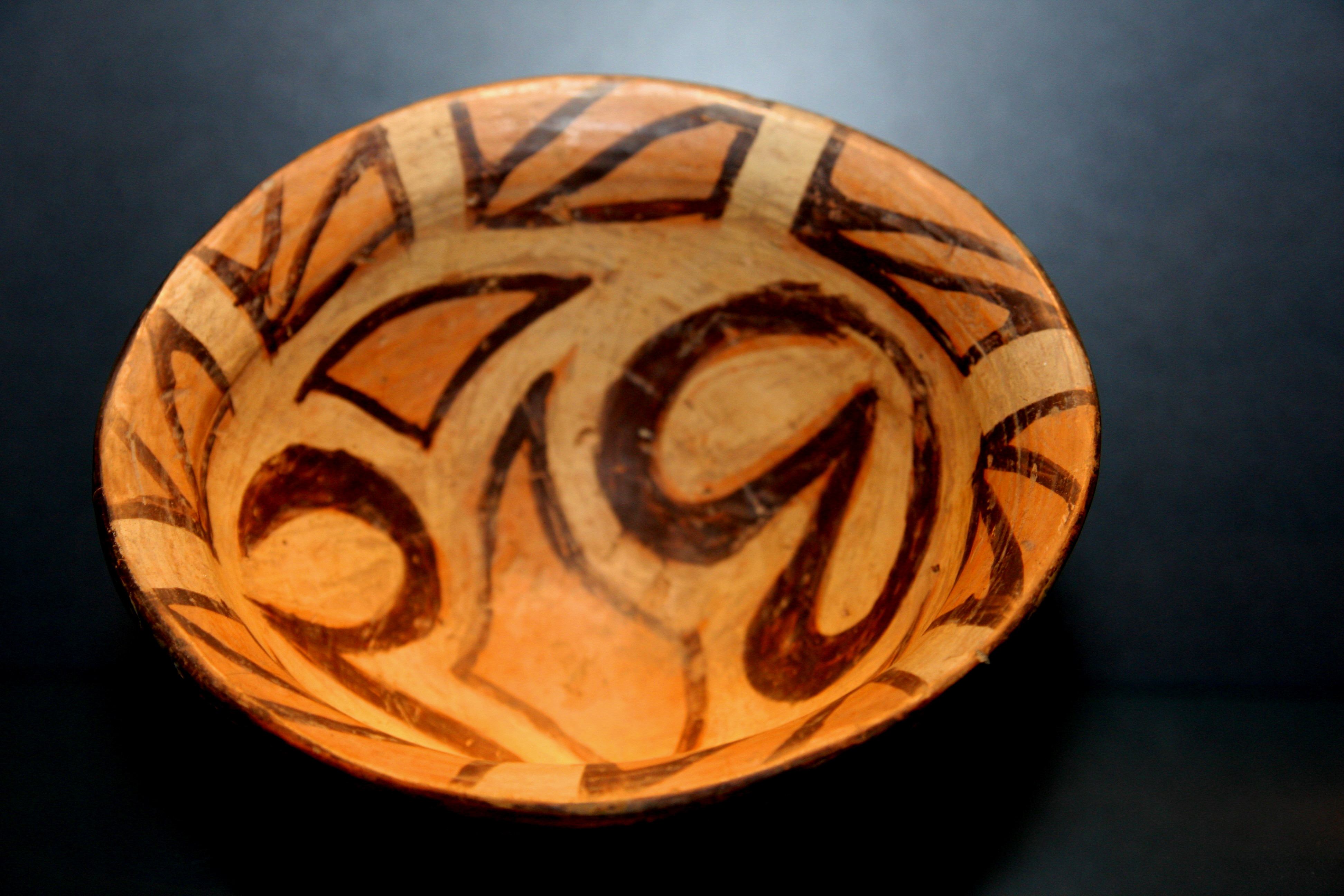
Céramique de Coucouteni.

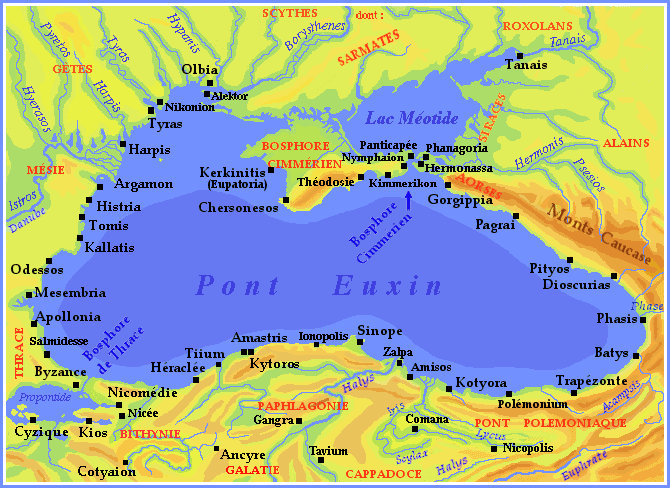
Principales colonies grecques de la mer Noire, « grenier à blé » et « réserve de bois » de la Grèce antique : Tomis, Histrie, Olbia pontique, Panticapée, Nymphée, Cimmériaque, Théodosie, Chersonèse, Phanagorie, Hermonasse, Gorgippie et Tanaïs.

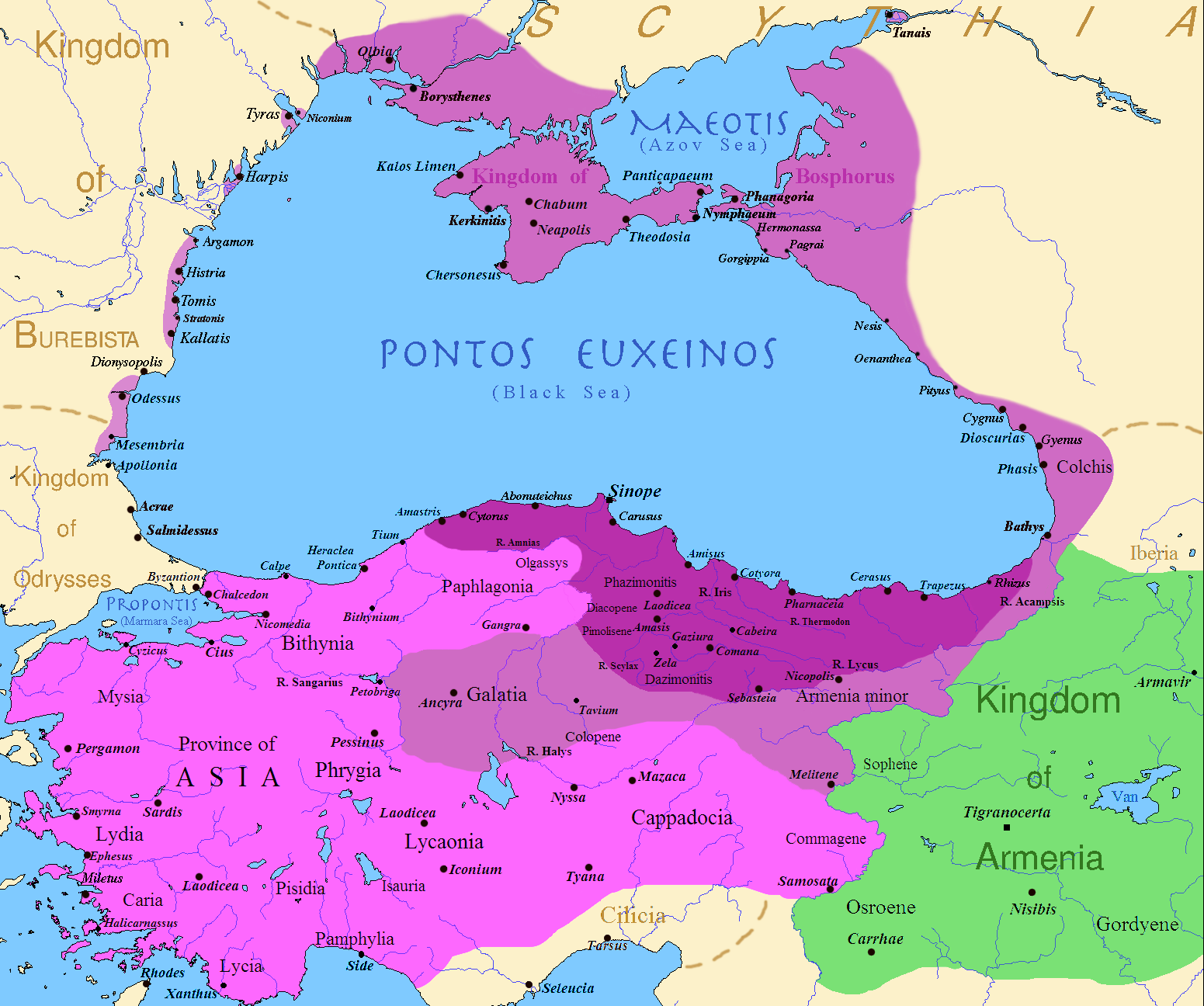
Royaume du Pont (initial en violet, puis rose à son extension maximale).

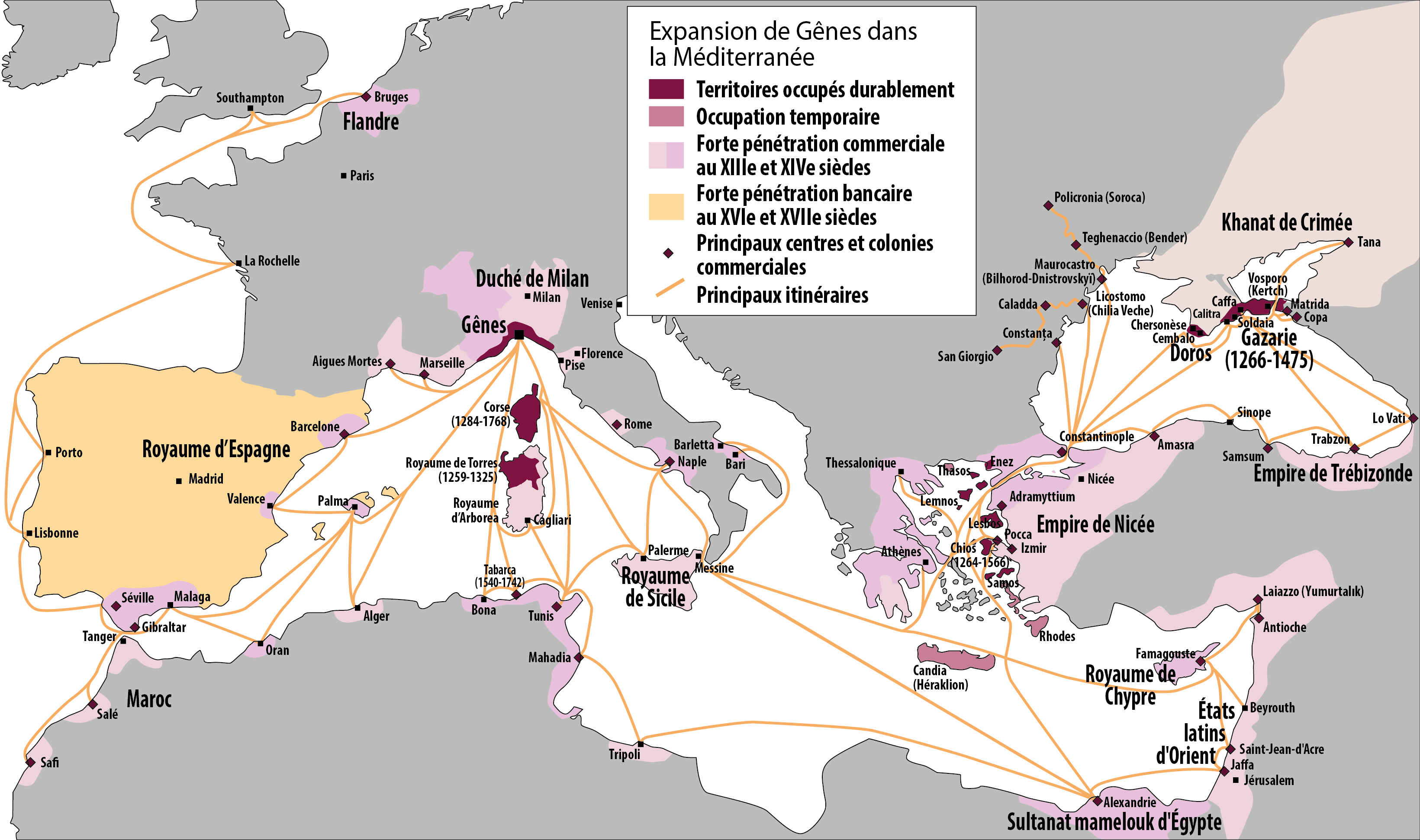
Expansion de Gênes en Méditerranée orientale et mer Noire.

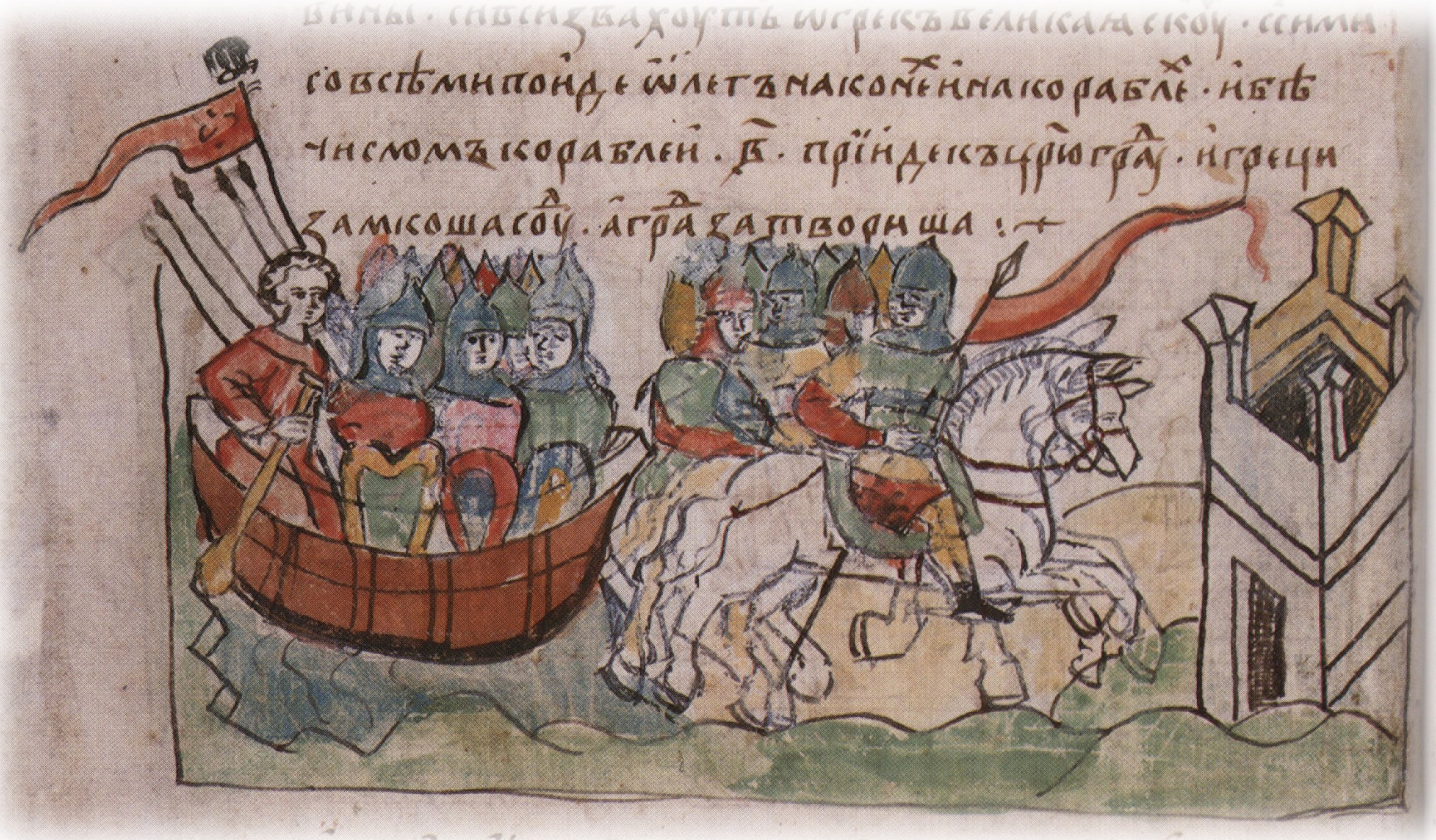
Enluminure médiévale russe montrant Oleg le Sage dirigeant une opération amphibie sous les murs de Constantinople en 907.

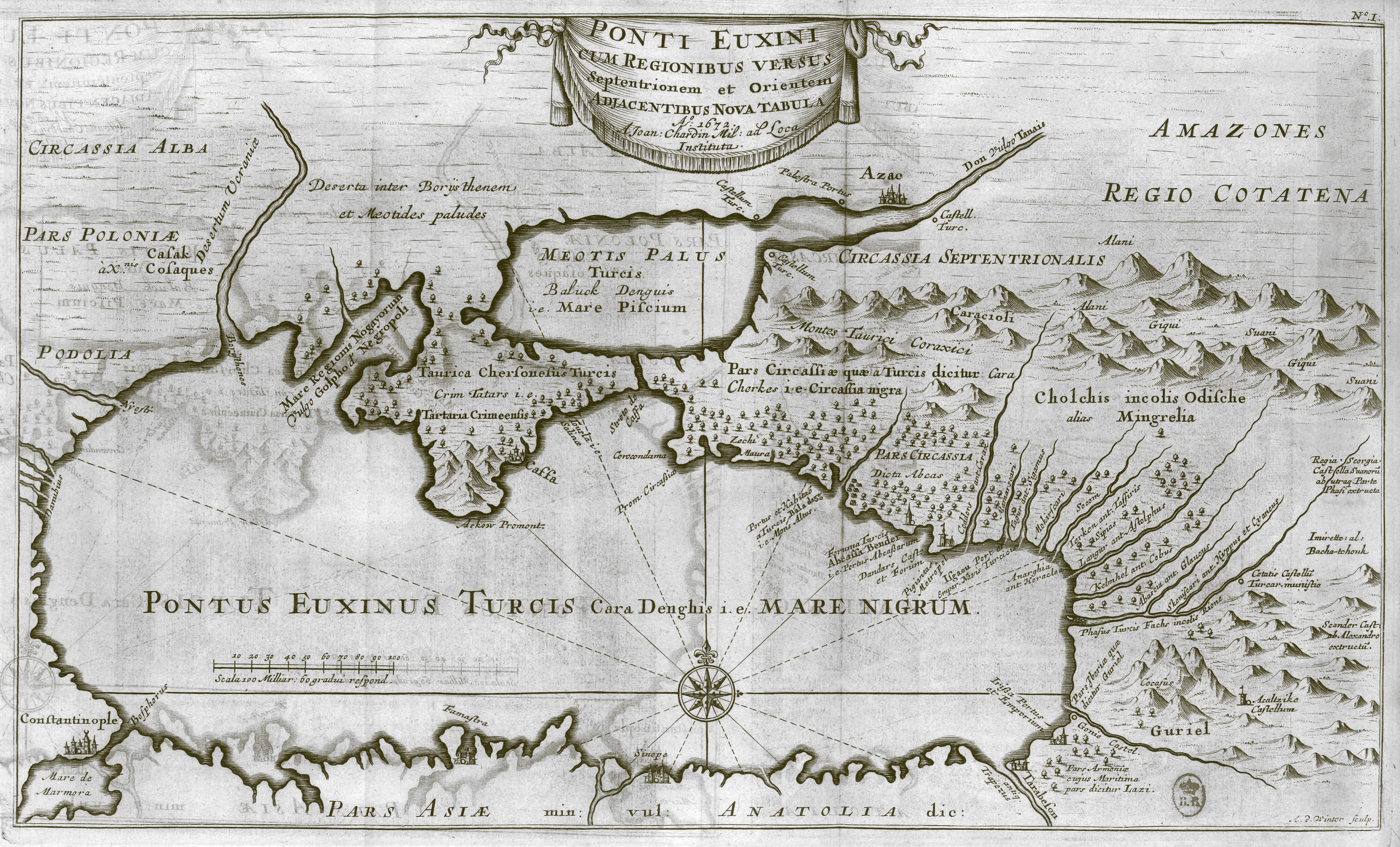
Carte de la mer Noire par Jean Chardin (1672).

### Civilisations

#### Préhistoire
Le pourtour de la mer Noire est entré dès le VIIe millénaire av. J.-C. dans le Néolithique et dans l'agriculture sédentaire. Côté sud, en Anatolie, des bourgades néolithiques ont prospéré à Çatal Höyük, Çayönü, Nevalı Çori ou Göbekli Tepe ; côté nord et ouest se sont succédé des civilisations néolithiques, comme celles de Lepenski Vir, de Starčevo, des catacombes, de Sredny Stog, de Vinča, de Karanovo, de Cernavodă, de Coucouténi-Tripolié, de Hamangia, de Varna ou d'Usatovo, parsemées de villages, de nécropoles, de sanctuaires rustiques. Il a été suggéré que certaines de ces cultures ont pu avoir été développées par des populations pré-indo-européennes puis, progressivement, proto-indo-européennes, parlant la branche anatolienne des langues indo-européennes (hittite et louvite),.

#### Antiquité
Lorsque l'écriture apparaît, avec l'âge du bronze et l'âge du fer, des noms de populations sont mentionnés. Tout autour de la mer Noire, Hérodote place les Cimmériens, dont le nom (Κιμμέριοι) signifie en grec « ceux du bout du monde » (Κιμὴ). Il évoque également les Taures de Crimée. En Anatolie et dans le Caucase apparaissent les Goutéens, les Colques qui ont donné leur nom à la Colchide, les Chalybes, peuple de forgerons, les Scythènes implantés autour de Trébizonde, à proximité de la passe de Zigana, les Driles belliqueux plus à l'ouest, constructeurs de forteresses en bois, les Mosynèques (ou Moses) qui vivaient dans des tours en bois dont la plus haute servait de résidence à leurs rois qui y demeuraient cloîtrés, les Tibarènes, peuple de la côte bâtisseur de forteresses et de grands navires ou encore les Macrons tributaires du grand roi perse. Ces populations pouvaient être indo-européennes ou caucasiennes. Dans les Balkans, aux bouches du Danube et dans la steppe pontique sont mentionnés les Thraces, des Gètes et les Scythes, mais avant eux avaient vécu à l'ouest de la mer Noire d'autres Indo-européens, dont certains prirent la mer pour aller jusqu'en Égypte, tandis que d'autres passèrent en Anatolie (les Phrygiens) et d'autres encore en Grèce : ce sont les ancêtres des Mycéniens, Achéens, Ioniens et Doriens.
À partir du VIIe siècle av. J.-C., la colonisation grecque fait de la mer Noire, alors appelée Pont euxin, un « lac grec ». De ces épopées naîtront diverses légendes, dont la plus connue est celle des Argonautes, atteignant la Colchide (actuelle Géorgie) pour y chercher la Toison d'Or.
- Marins et marchands hellènes fondent ici des dizaines de cités, certaines fort grandes et puissantes comme Sinope, devenue par la suite capitale d'un royaume faisant tout le tour de la mer Noire ou Trébizonde, capitale d'un Empire grec chrétien. Ces cités exportent vers le sud de l'ambre venu de la Baltique, du bois, des cuirs, de la soie arrivée par la « route de la soie », du miel et surtout du blé ; et elles importent en mer Noire et pour les peuples riverains le vin, les poteries, l'or, le corail, les perles, les épices de Méditerranée. Des royaumes grecs ou hellénisés, comme celui du Bosphore, prospèrent durant des siècles. Ils se christianisent progressivement sous la domination romaine, mais gardent la langue et la culture grecque, hellénisant l'Empire romain d'Orient, appelé à partir du XIXe siècle par certains historiens, « byzantin ».

#### Moyen Âge
La mer Noire est, au Moyen Âge, le théâtre de huit guerres russo-byzantines entre 830 et 1043, qui voient s'affronter les mahonnes des Varègues et des Russes/Ruthènes contre les dromons de la marine byzantine. C'est encore en mer Noire, plus précisément en Crimée, que subsiste jusqu'en 1475 (22 ans après la chute de Constantinople et la disparition de l'Empire byzantin) le dernier royaume grec avant la Grèce moderne. À ce moment, pendant environ un siècle et demi, la mer Noire sera un « lac italien » appelé Mare maggiore, car la république de Gênes s'y taille un empire maritime, rival des Vénitiens, et y conquiert ou obtient une bonne vingtaine de ports et de comptoirs fortifiés (Amastris et Sinope en Anatolie, Cherson, Cembalos, Halopsis, Yalta, Soudak, Caffa et Kertch en Crimée, San Giorgio, Barilla, Caladda, Licovrissi, Licostomo, Montecastro, Policromia, Eraclea aujourd'hui en ruine et Constanța dans les parages des Principautés danubiennes, Matrida, Taman et Tana dans le khanat de la Horde d'or autour de la mer d'Azov). Les routes maritimes italiennes rejoignant ici l'extrémité ouest de la route de la soie, Italie et Chine se disputent l'honneur culinaire d'avoir inventé les pâtes, qui, quel que soit le sens, ont probablement transité par la mer Noire, tout comme les cocons de vers à soie volés aux Chinois et qui firent la prospérité des premières magnaneries européennes…
Aidé par les Tatars, l'Empire ottoman conquiert ensuite l'ensemble des rives de la Mare maggiore et en fait cette fois un « lac turc » appelé Kara deniz (« mer Noire »), mais quant aux populations vivant sur la côte même, jusqu'en 1923 ce sont principalement des Grecs pontiques qui se maintiennent, soit deux millénaires et demi de présence continue. Leur vocabulaire maritime et halieutique (touchant à la pêche) a imprégné toutes les autres langues riveraines, et leurs traditions (construction navale, architecture, costumes, musique, cuisine) se sont transmises aux peuples successeurs, même si ceux-ci n'en sont pas toujours conscients et même si le voyageur étranger trop pressé, aveuglé par les apparences de la modernité, ne perçoit pas forcément cette continuité.

#### Période moderne
Aux XVIIIe et XIXe siècles, l'Empire turc recule face aux Russes, revenus après mille ans d'absence, et face aux autres états chrétiens des Balkans ; toutefois, les tsars échouent dans leur projet de faire de la mer Noire un « lac russe ». Progressivement, les Grecs pontiques deviennent minoritaires au milieu de l'afflux de nouvelles populations sur les rives de la mer Noire. Au XXe siècle, les Pontiques sont chassés de leurs habitats bi-millénaires lors du gouvernement des Jeunes-Turcs qui persécutent les minorités de l'Empire ottoman (notamment les Arméniens). Au mieux, ils s'assimilent dans les états ou ils vivent, tandis que la mer Noire est divisée entre les états riverains, politiquement rivaux (durant des décennies, le rideau de fer y passe, séparant le bloc communiste de la Turquie capitaliste).

### Littérature
- Les Pontiques (en latin : Epistulae ex Ponto) sont un recueil de lettres en distique élégiaque où le poète latin Ovide se plaint de son exil à Tomis : ces 46 lettres, composées probablement entre 12 et 16[39], sont regroupées en quatre livres dont les trois premiers sont parus en 13, et le quatrième probablement après la mort du poète en 17 ou 18[40].
- La mer Noire est le sujet principal d'un roman de Jules Verne (qui n'y est jamais allé) où le personnage de Kéraban-le-Têtu, un riche stambouliote, choisit de faire le tour entier de la mer Noire plutôt que de payer un péage pour traverser le Bosphore.
- Depuis 1990, plusieurs reportages radio ou télé ont été réalisés par des occidentaux en suivant l'itinéraire de Kéraban-le-Têtu, tous fidèles aux approximations et aux caricatures de Jules Verne (c'est-à-dire de l'Occident, friand d'anecdotes, d'administrations pointilleuses, de situations ubuesques, de bandits, de trafiquants, de conflits…) mais ignorant les œuvres d'auteurs riverains ou connaisseurs comme Ömer Asan, Isaac Babel, Elias Canetti, Panaït Istrati, Constantin Paoustovski ou Yeşim Ustaoğlu, et par conséquent peu sensibles aux milieux naturels, à l'ambiance et au patrimoine culturel commun de cette mer, qui, par-delà les langues et les cultures actuelles, témoignent d'un « melting-pot pontique » antérieur, d'abord scythe, caucasien et cimmérien, ensuite grec, puis génois et enfin turc, bien avant de devenir un théâtre d'affrontements géopolitiques modernes.

### Peinture
- La mer Noire est le sujet de prédilection d'Ivan Aïvazovski : ses plus célèbres toiles peignent des scènes marines qui se déroulent presque toutes en mer Noire ; en particulier, le tableau La Neuvième Vague montre une scène de naufrage s'y déroulant.

### Cinéma
- Plusieurs péplums reprenant le mythe des Argonautes et de la Toison d'or se déroulent en mer Noire, sans forcément y avoir été tournés.
- Le film Le Cuirassé Potemkine se déroule dans le port d'Odessa, sur la mer Noire.
- Le feuilleton télévisé Deux Ans de vacances ne se déroule pas en mer Noire, mais y a été tourné.
- Le film de James Bond Le monde ne suffit pas se déroule principalement autour de la mer Noire et de la mer Caspienne et se termine dans le détroit du Bosphore.
- Le film de Yeşim Ustaoğlu : En attendant les nuages a été tourné en 2005 dans la région de Trabzon.